# 7. August
Der 7. August ist der 219. Tag des gregorianischen Kalenders (der 220. in Schaltjahren), somit bleiben 146 Tage bis zum Jahresende.

## Ereignisse

### Politik und Weltgeschehen
- 0626: Nach der Niederlage der slawischen Ruderer am Goldenen Horn wird die Belagerung von Konstantinopel durch Awaren und Sassaniden abgebrochen.
- 0936: Otto I. wird in Aachen zum ostfränkischen König gekrönt.
- 1078: In der Schlacht bei Mellrichstadt kann Gegenkönig Rudolf von Rheinfelden einen Sieg über König Heinrich IV. erringen.
- 1485: Im Kampf um den englischen Thron während der Rosenkriege landet Heinrich Tudor, aus der Bretagne kommend, in Milford Haven. Kurz nach der Landung bricht auf der britischen Insel erstmals eine als „Englischer Schweiß“ bezeichnete Seuche aus.
- 1495: Auf dem Reichstag zu Worms wird der Ewige Landfriede im Heiligen Römischen Reich verkündet. Gleichzeitig wird das Reichskammergericht gegründet.

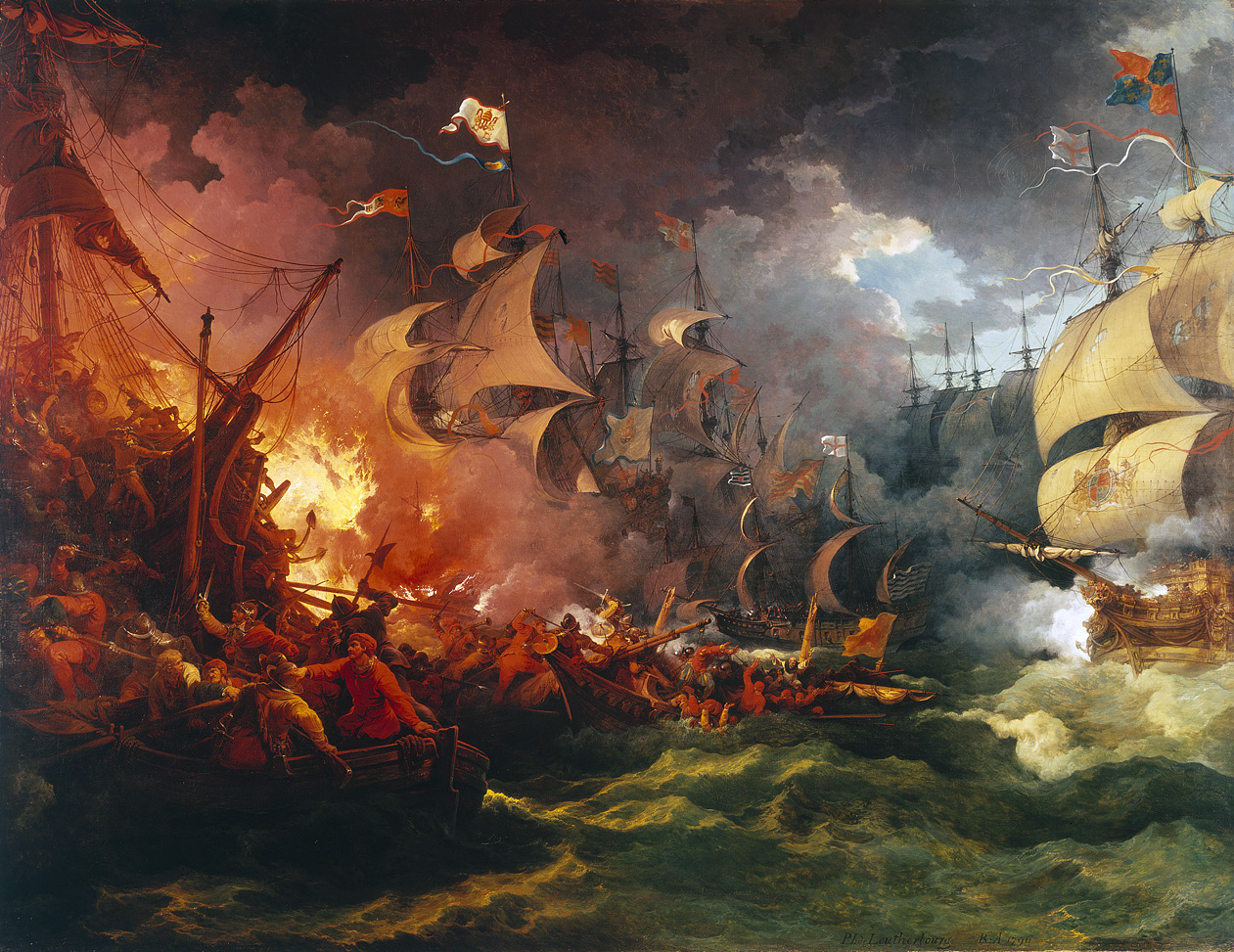
1588: Niederlage der spanischen Armada in Calais

- 1588: Kurz nach Mitternacht schickt Francis Drake drei brennende Schiffe in den Hafen von Calais, wo die Spanische Armada vor Anker liegt. Ein Teil der Flotte verbrennt, während der andere in Panik ohne Schlachtordnung aufs offene Meer flüchtet.
- 1631: Im Dreißigjährigen Krieg folgt nach dem Beschuss der Stadt durch Truppen der katholischen Liga unter ihrem Feldherrn Johann T’Serclaes von Tilly die Schlacht bei Werben. Die Schweden unter dem Befehl König Gustav II. Adolf gewinnen den Kampf.
- 1714: In der Seeschlacht bei Hanko erringt die Kaiserlich Russische Marine ihren ersten wichtigen Sieg. Während des Großen Nordischen Krieges kann die Mannschaft der zahlenmäßig weit überlegenen Armada die feindlichen schwedischen Schiffe entern und den Befehlshaber Nils Ehrenskiöld gefangen nehmen.
- 1720: Im Großen Nordischen Krieg besiegt eine russische Galeerenflotte schwedische Segelschiffe in der Seeschlacht bei Grönham bei den Ålandinseln.
- 1794: Mehrere tausend bewaffnete Siedler aus dem Monongahela Valley im Westen Pennsylvanias ziehen nach Pittsburgh, um gegen eine Steuer auf Alkohol zu kämpfen. Die „Whiskey-Rebellion“ wird vom Militär unter dem Kommando von US-Präsident George Washington schnell niedergeschlagen.
- 1796: Gegen die Zusicherung einer späteren Entschädigung tritt Württemberg seinen linksrheinischen Besitz Mömpelgard im Pariser Frieden an Frankreich ab.

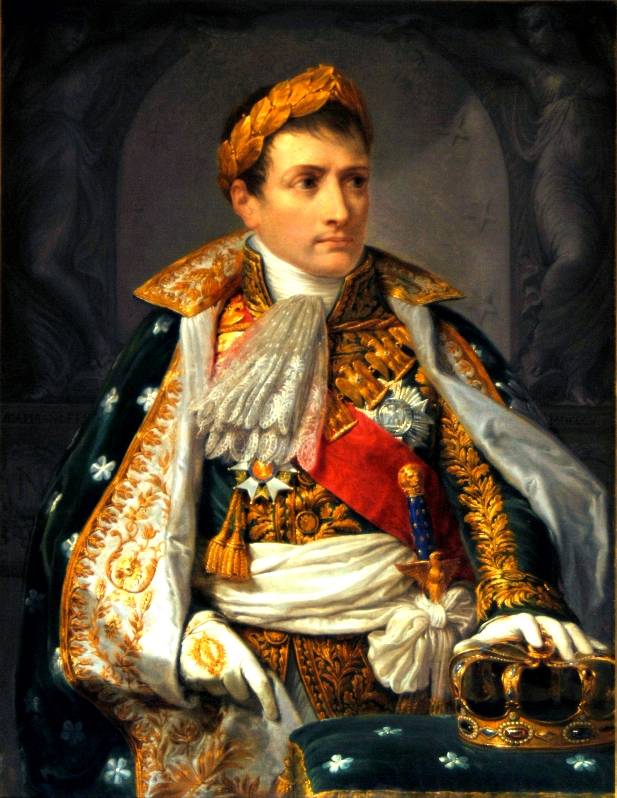
1804: Napoleon

- 1804: In einer geheimen Note fordert Napoleon Bonaparte von Kaiser Franz II. die Anerkennung als Kaiser der Franzosen und stellt dafür im Gegenzug die Anerkennung eines österreichischen Erbkaisertums in Aussicht.
- 1815: Die nun 22 Schweizer Kantone beschwören im Zürcher Grossmünster einen 15 Artikel umfassenden Bundesvertrag.
- 1819: In der Schlacht von Boyacá besiegt Simón Bolívar die spanischen Truppen, bringt Bogotá unter seine Herrschaft und festigt damit die Unabhängigkeit Neugranadas.
- 1869: In Eisenach wird auf Initiative von August Bebel und Wilhelm Liebknecht der Gründungskongress zur Sozialdemokratischen Arbeiterpartei eröffnet, aus der später die Sozialdemokratische Partei Deutschlands (SPD) hervorgeht.

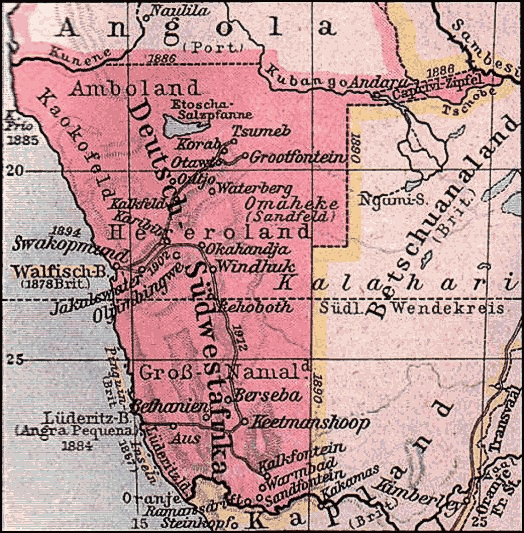
1884: Deutsch-Südwestafrika

- 1884: Die Kriegsschiffe Leipzig und Elisabeth nehmen in der Bucht von Angra Pequeña die Kolonie Südwestafrika für das Deutsche Reich in Besitz.
- 1925: Der Honours Act 1925 wird vom britischen Unterhaus verabschiedet, um künftig den Verkauf von Adelswürden zu unterbinden.
- 1934: Der am 2. August verstorbene Reichspräsident Paul von Hindenburg wird im Tannenberg-Denkmal beigesetzt.

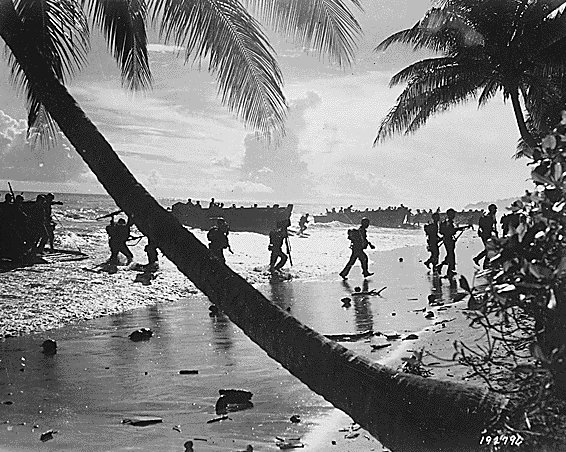
1942: Amerikanische Truppen am Strand von Guadalcanal

- 1942: In ihrer ersten Offensive während des Pazifikkrieges landen US-amerikanische Truppen auf den Inseln Tulagi und Gavutu-Tanambogo und eröffnen damit die mehrmonatige Schlacht um Guadalcanal.
- 1960: Die Elfenbeinküste erlangt die Unabhängigkeit von Frankreich.
- 1964: Die Tonkin-Resolution des US-Kongresses als Reaktion auf den Tonkin-Zwischenfall am 4. August leitet die offizielle Beteiligung der USA am Vietnamkrieg ein.
- 1965: Wegen Differenzen mit Malaysia wird Singapur aus der Föderation Malaya ausgeschlossen.
- 1988: Eberhard Diepgen spricht als erster Regierender Bürgermeister Berlins auf einer öffentlichen Veranstaltung in der DDR.
- 1995: Die Militäroperation Oluja während des Kroatienkrieges wird offiziell für beendet erklärt.
- 1998: Bei fast zeitgleichen Bombenattentaten auf die US-amerikanischen Botschaften in Daressalam und Nairobi sterben mehr als 200 Menschen.

Verlauf des Kaukasuskriegs 2008

- 2008: An der Grenze von Georgien zu Südossetien beginnt mit dem Einsatz militärischer Verbände Georgiens offiziell der Kaukasuskrieg, nachdem es schon in den Wochen zuvor immer wieder zu Gefechten gekommen ist.
- 2025: Frauke Brosius-Gersdorf zieht ihre Kandidatur als Bundesverfassungsrichterin zurück.

### Wirtschaft
- 1888: Der Erfinder Theophilus Van Kannel erhält in den Vereinigten Staaten das Patent auf die Drehtür.
- 1953: Die Jungheinrich-Aktiengesellschaft wird in Hamburg gegründet.

### Wissenschaft und Technik

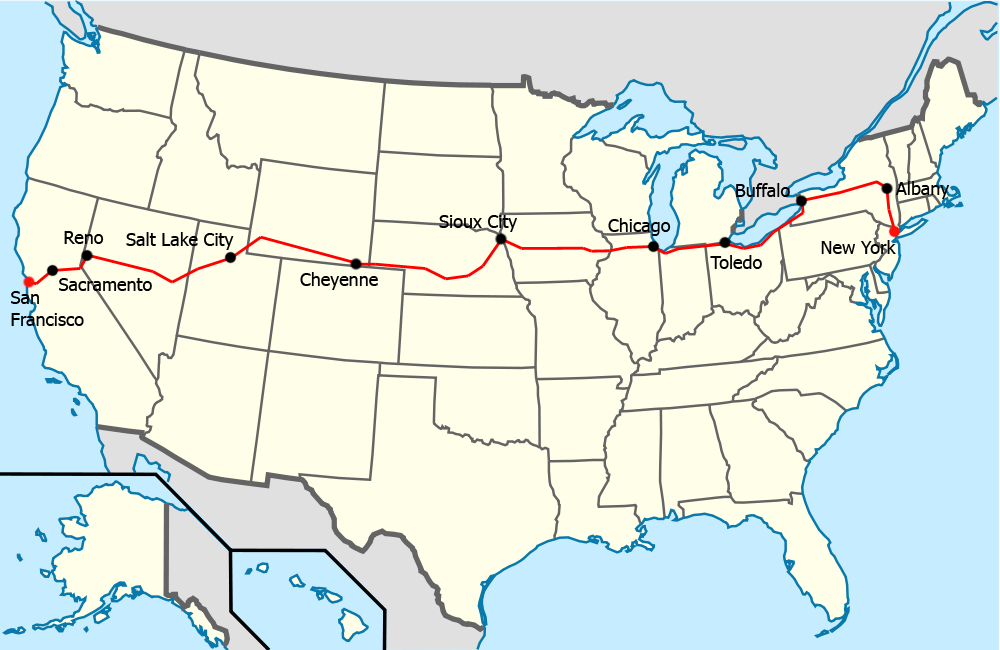
1909: Die Fahrtroute von Alice Ramsey

- 1909: Nachdem sie als erste Frau mit einem Automobil die Vereinigten Staaten von Amerika durchquert hat, erreicht Alice Ramsey ihren Zielort San Francisco. Sie hat für ihre Fahrt knapp zwei Monate benötigt.
- 1912: Bei einem Aufstieg im Ballon bemerkt der Physiker Victor Franz Hess eine von ihm Höhenstrahlung genannte Veränderung. Er wird dadurch zum Entdecker der Kosmischen Strahlung.
- 1947: Thor Heyerdahl erreicht mit dem Holzfloß Kon-Tiki den Tuamotu-Archipel in der Südsee.
- 1971: Mit einer sicheren Landung im Pazifik endet der US-amerikanische Mondflug Apollo 15, obwohl sich einer der drei Fallschirme der Kapsel nicht öffnet.
- 1976: Die Raumsonde Viking 2 schwenkt in die Umlaufbahn des Mars.
- 1980: Das Experimentalflugzeug Gossamer Penguin absolviert den ersten bemannten Solarflug.
- 2000: Von der Europäischen Südsternwarte aus wird von einem Team von Astronomen um Brett Gladman und John J. Kavelaars der bisher unbekannte Saturnmond Ymir gesichtet.

### Kultur
- 1861: In einer Sitzung der zweiten Tonkünstlerversammlung in Weimar wird von Louis Köhler, Franz Brendel, Franz Liszt und anderen der Allgemeine deutsche Musikverein gegründet.

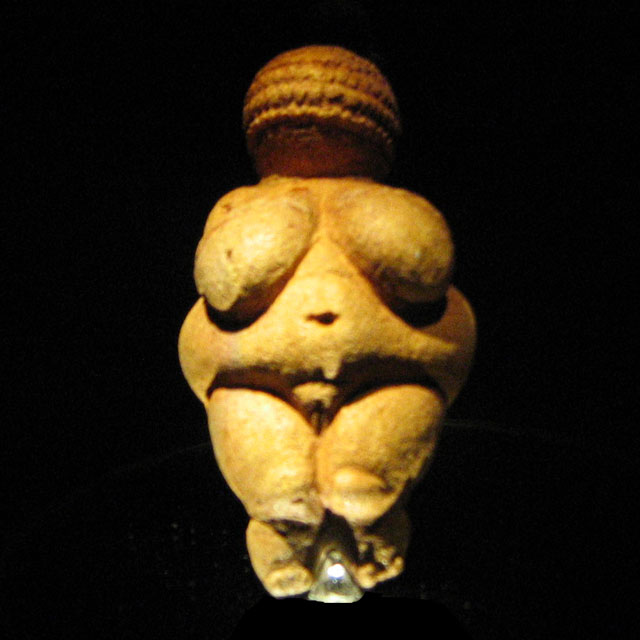
1908: Venus von Willendorf

- 1908: Beim Bau der Donauuferbahn wird in Willendorf (Niederösterreich) die Kalksteinfigur „Venus von Willendorf“ ausgegraben. Die Skulptur wird auf die Zeit um 27.000 v. Chr. ins Altpaläolithikum datiert.
- 1956: In der Gemäldegalerie Alte Meister in Dresden beschädigt ein Verwirrter das Bild Ruhende Venus mit Amor von Guido Reni, indem er es mit einem Bleistift durchbricht.
- 1962: Die Madonna im Rosenkranz von Tilman Riemenschneider wird aus der Wallfahrtskirche Maria im Weingarten im unterfränkischen Volkach gestohlen. Der sogenannte Madonnenraub ist Auftakt für eine der umstrittensten Rettungsaktionen von Kunst in der bundesdeutschen Nachkriegszeit.

### Gesellschaft
- 1919: Der Flieger Charles Godefroy durchquert mit einem Nieuport 11-Doppeldecker den Pariser Arc de Triomphe.
- 1974: Der französische Hochseilartist Philippe Petit geht achtmal über ein illegal zwischen den Zwillingstürmen des World Trade Centers in 417 Metern Höhe gespanntes Stahlseil. Petit und seine Helfer werden festgenommen.

### Religion
- 0768: Stephan III. wird zum Papst gewählt. Zu Beginn seines Pontifikats muss er sich mit zwei Gegenpäpsten, Konstantin II. und Philipp, auseinandersetzen.

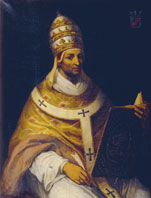
1316: Papst Johannes XXII.

- 1316: Das Konklave wählt nach über zweijähriger Dauer Jakob von Cahors zum neuen Papst. Als Johannes XXII. residiert er als erster Papst dauerhaft in Avignon.
- 1814: Papst Pius VII. bewilligt die Wiederzulassung des Jesuitenordens mit der päpstlichen Bulle Sollicitudo omnium ecclesiarum.

### Katastrophen
- 1978: Als Folge eines der ersten großen Giftmüllskandale erklärt US-Präsident Jimmy Carter den Ortsteil Love Canal in Niagara Falls, New York, zum Katastrophengebiet.

Kleinere Unglücksfälle sind in den Unterartikeln von Katastrophe und in der Liste von Katastrophen aufgeführt.

### Natur und Umwelt
- 1964: Die Langlebige Kiefer Prometheus, die an der Waldgrenze am Wheeler Peak im US-Bundesstaat Nevada wächst, wird gefällt. Ihr außergewöhnliches Alter wird erst bei einer späteren Untersuchung auf 4862 Jahre geschätzt.

### Sport
- 1983: In Helsinki werden die ersten Leichtathletik-Weltmeisterschaften eröffnet.
- 1987: Die US-amerikanische Extremsportlerin Lynne Cox durchschwimmt zwischen den Diomedes-Inseln das kalte Wasser der Beringstraße und überquert dabei die Staatsgrenze zwischen den USA und der damaligen Sowjetunion.
- 2007: Mit seinem 756. Home Run bricht Barry Bonds, Baseballspieler der San Francisco Giants den alten Home Run-Rekord von Hank Aaron im AT&T Park gegen die Washington Nationals.

Einträge von Leichtathletik-Weltrekorden befinden sich unter der jeweiligen Disziplin unter Leichtathletik.

## Geboren

### Vor dem 18. Jahrhundert

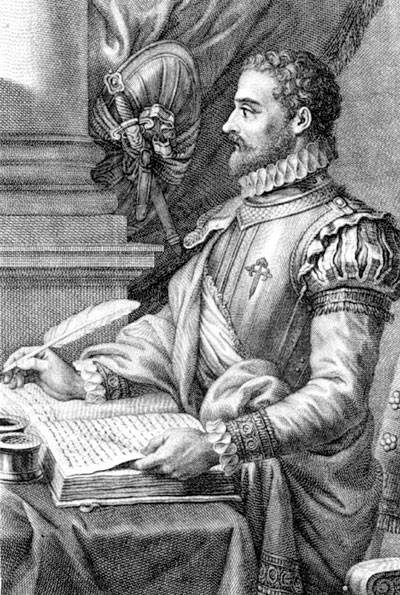
Alonso de Ercilla y Zúñiga (* 1533)

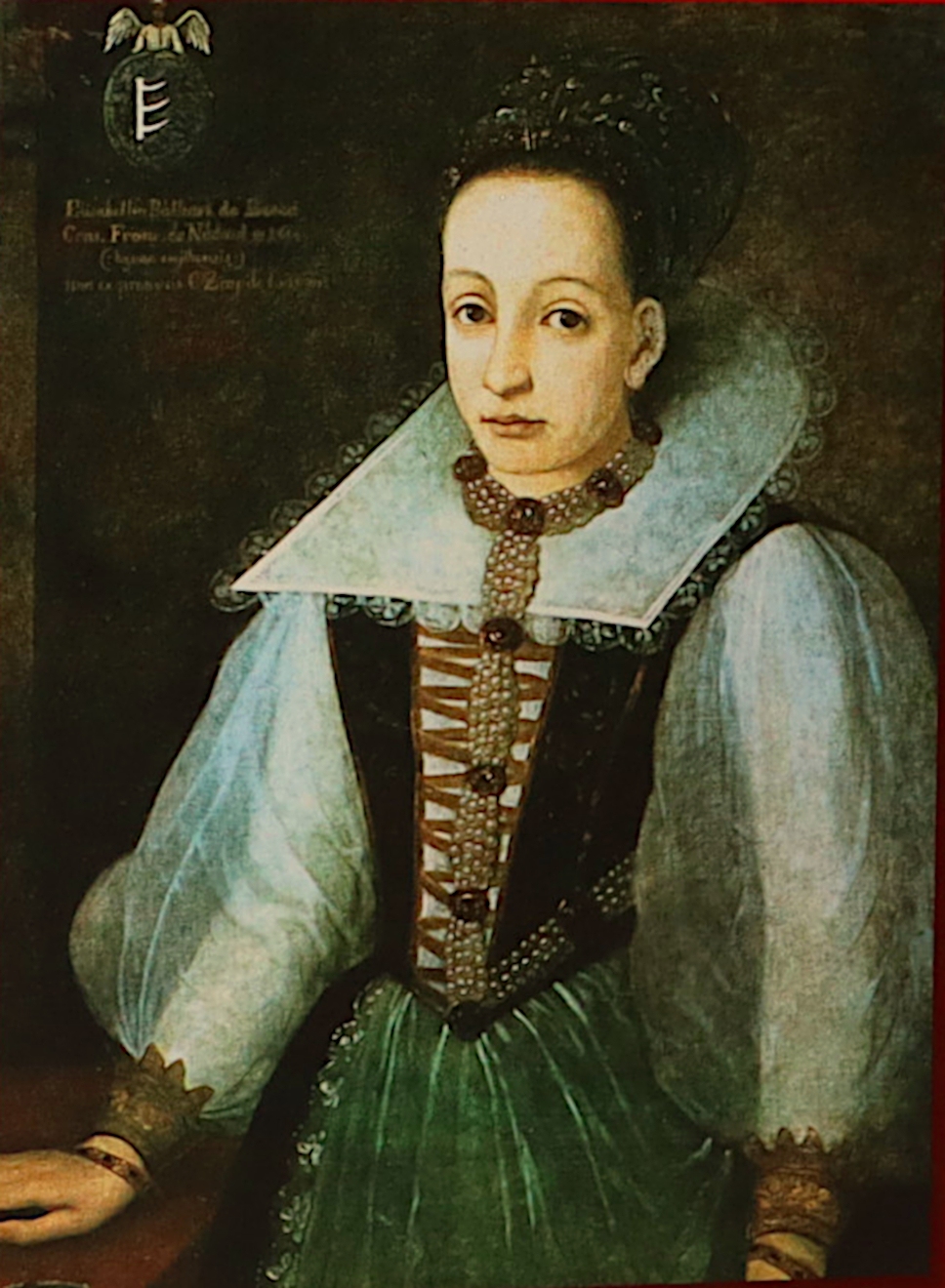
Erzsébet Báthory (* 1560)

- 0317: Constantius II., römischer Kaiser
- 0594: Kōgyoku, 35. und 37. Kaiserin von Japan
- 1165: Muhyī d-Dīn Ibn ʿArabī, islamischer Mystiker/Sufi
- 1465: Philibert I., Herzog von Savoyen
- 1488: Caspar Aquila, deutscher Theologe
- 1507: Erasmus Schenk von Limpurg, Bischof von Straßburg
- 1509: Joachim, Fürst von Anhalt-Dessau
- 1533: Alonso de Ercilla y Zúñiga, spanischer Soldat und Schriftsteller
- 1533: Valentin Weigel, deutscher mystisch-theosophischer Schriftsteller
- 1560: Elisabeth Báthory, ungarische Gräfin und Serienmörderin
- 1582: Johann von den Birghden, deutscher Postmeister
- 1590: Karl von Österreich, Bischof von Brixen, Fürstbischof von Breslau
- 1598: Georg Stiernhielm, schwedischer Dichter
- 1600: Eleonore Marie von Anhalt-Bernburg, Herzogin von Mecklenburg-Güstrow
- 1613: Wilhelm Friedrich, Graf von Nassau-Dietz, Statthalter von Friesland, Groningen und Drenthe
- 1649: Karl Joseph von Österreich, Erzherzog von Österreich, Fürstbischof von Breslau und Hochmeister des deutschen Ordens
- 1650: Louis Joseph de Lorraine, duc de Guise, Herzog von Guise
- 1662: Andreas Dietrich Apel, deutscher Handelsherr und Seidenfabrikant
- 1676: Alberto de Churriguera, spanischer Architekt
- 1676: Friedrich II., Herzog von Sachsen-Gotha-Altenburg
- 1689: Henrik Benzelius, schwedischer lutherischer Theologe und Erzbischof von Uppsala
- 1695: August Budde, deutscher Mediziner

### 18. Jahrhundert
- 1702: Ehrenreich Gerhard Coldewey, deutscher Gelehrter, Jurist, Poet und Kenner der ostfriesischen Geschichte
- 1702: Muhammad Shah, indischer Großmogul
- 1707: Carl Günther Ludovici, deutscher Philosoph und Lexikograf
- 1729: Franz von Fürstenberg, deutscher Staatsmann und Theologe des Hochstifts Münster

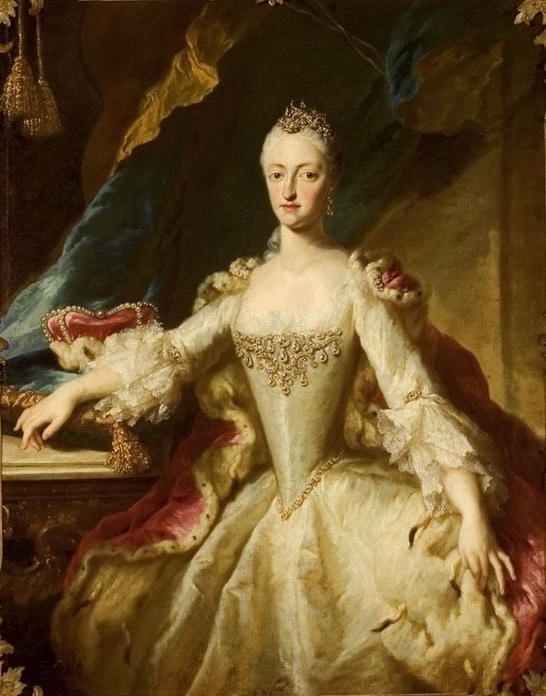
Maria Anna von Bayern (* 1734)

- 1734: Maria Anna von Bayern, Markgräfin von Baden
- 1737: Erich G. Laxmann, finnischer Pastor, Professor der Ökonomie, Naturwissenschaftler und Reisender
- 1742: Nathanael Greene, US-amerikanischer General
- 1751: Wilhelmine von Preußen, Erbstatthalterin der Niederlande
- 1757: Abbondio Bernasconi, Schweizer Politiker
- 1760: Anna Margaretha Zwanziger, deutsche Serienmörderin
- 1769: Karl Kajetan von Gaisruck, österreichischer Geistlicher, Weihbischof in Passau, Erzbischof von Mailand, Kardinal
- 1769: Johann Christian August Grohmann, deutscher Philosoph, Psychologe und Rhetoriker
- 1774: Cayetano Carreño, venezolanischer Komponist
- 1776: Amalie von Nassau-Weilburg, Fürstin von Anhalt-Bernburg-Schaumburg-Hoym
- 1779: Louis de Freycinet, französischer Entdecker

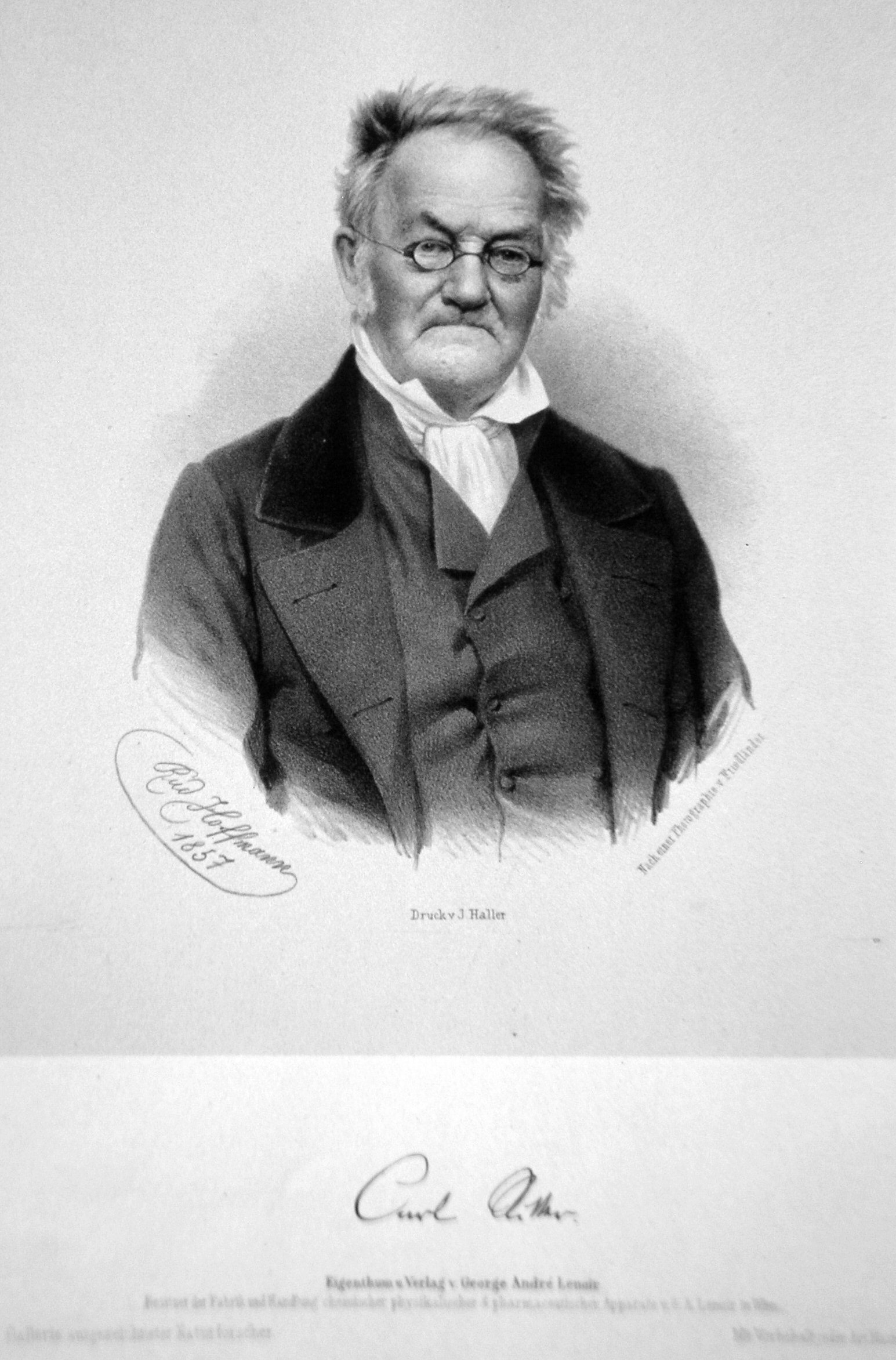
Carl Ritter (* 1779)

- 1779: Carl Ritter, deutscher Geograf
- 1783: Georg Friedrich von Falcke, deutscher Jurist
- 1783: Amalia von Großbritannien, Irland und Hannover, Mitglied der britischen Königlichen Familie aus dem Haus Hannover
- 1790: Jean-Claude Colin, französischer Priester, Gründer der Maristenpatres
- 1791: Adolf Ivar Arwidsson, finnischer Journalist, Schriftsteller und Historiker
- 1795: Joseph Rodman Drake, US-amerikanischer Dichter
- 1797: Justin von Linde, deutscher Jurist und Politiker, MdL, Staatsminister im Großherzogtum Hessen, Mitglied der Frankfurter Nationalversammlung und des Erfurter Unionsparlaments
- 1800: Josef Krasoslav Chmelenský, tschechischer Kritiker, Dichter, Librettist und Volksaufklärer

### 19. Jahrhundert

#### 1801–1850
- 1801: Moritz Karl August Axt, deutscher Pädagoge und Altphilologe
- 1802: Germain Henri Hess, russischer Chemiker Schweizer Herkunft

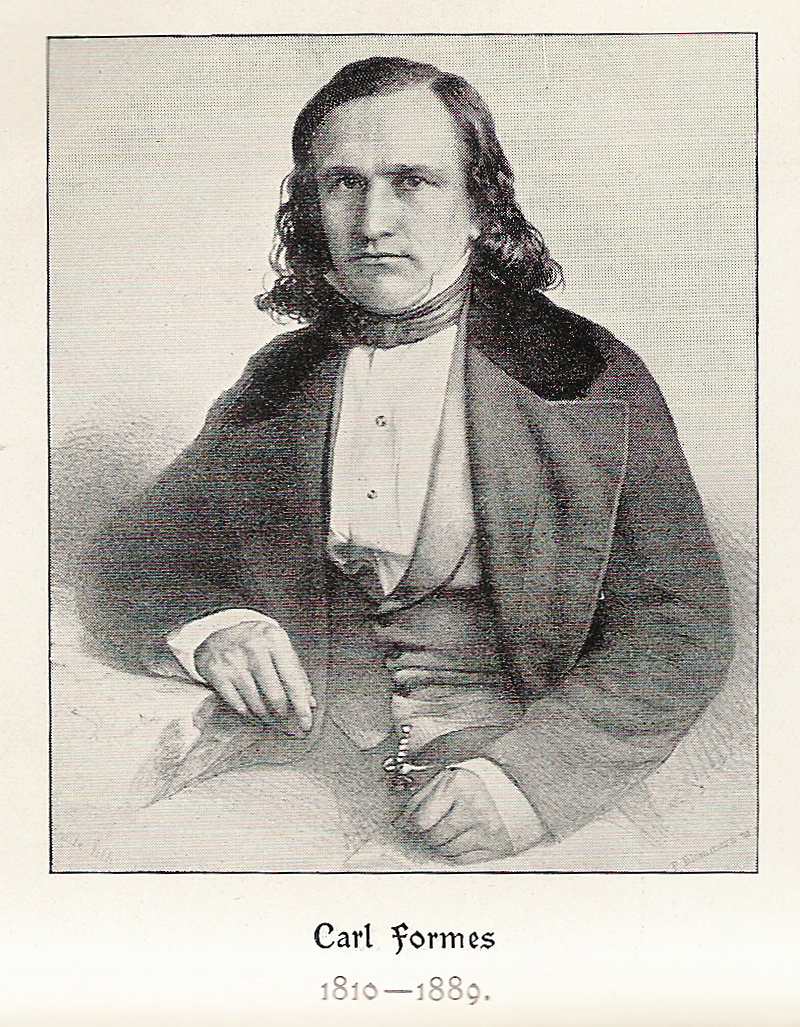
Karl Formes (* 1810)

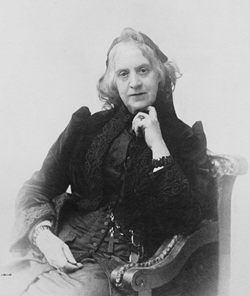
Faustina Hasse Hodges (* 1823)

- 1810: Karl Formes, deutscher Opernsänger
- 1810ː Louise von Qualen, deutsche Adelige, Wohltäterin und Stiftsdame des Klosters Uetersen
- 1811: Elias Loomis, US-amerikanischer Mathematiker, Meteorologe und Astronom
- 1816: Carit Etlar, dänischer Schriftsteller
- 1823ː Faustina Hasse Hodges, US-amerikanischer Komponistin und Organistin
- 1824: Wilhelm von Schöning, preußischer Gutsbesitzer, Landrat und Politiker
- 1826: August Ahlqvist, finnischer Sprachforscher
- 1831: Otto Stromer von Reichenbach, Bürgermeister der Stadt Nürnberg
- 1832: Julius Epstein, österreichisch-ungarischer Pianist
- 1832: Max Lange, deutscher Schachspieler
- 1835: Allan James Foley, irischer Opernsänger (Bass)
- 1839: Eduard Ebel, deutscher evangelischer Pfarrer und Dichter
- 1840: Edward Henry Palmer, britischer Orientalist
- 1844: Hugo Kauffmann, deutscher Maler
- 1844: Maximilian von Soden-Fraunhofen, bayerischer Gutsbesitzer und Politiker
- 1846: Hermann Paul, deutscher Sprachwissenschaftler und Germanist

#### 1851–1875

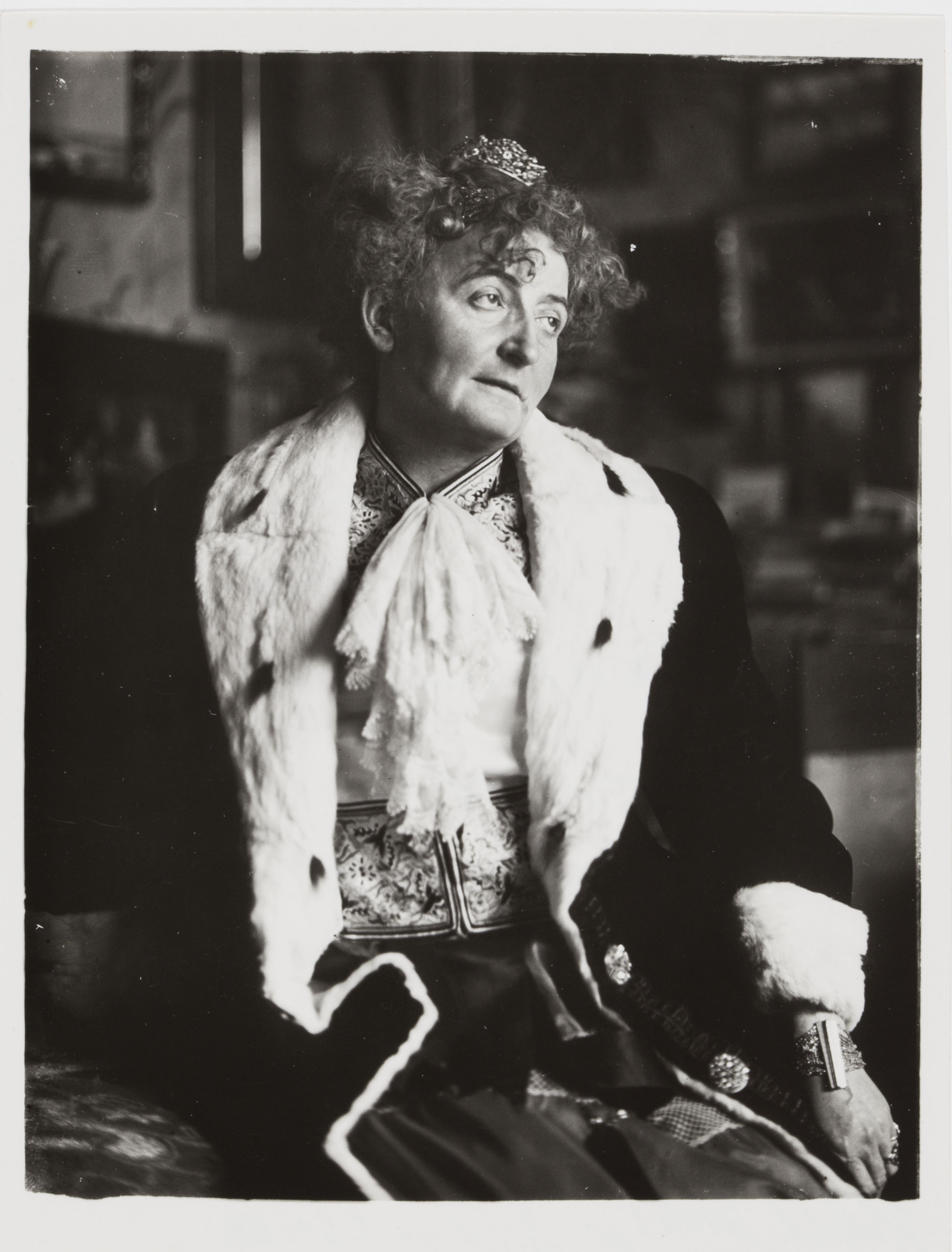
Hermione von Preuschen (* 1854)

- 1852: Philipp Forchheimer, österreichischer Hydrologe
- 1852: Alexandre Nozal, französischer Maler
- 1854: Hermione von Preuschen, deutsche Malerin und Schriftstellerin
- 1856: Eduard Hahn, deutscher Agrarethnologe, Geograph und Wirtschaftshistoriker
- 1857: Eduard Zarncke, deutscher Altphilologe
- 1858: Oskar Ziethen, Bürgermeister der Stadt Lichtenberg

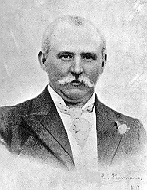
Alan Leo (* 1860)

- 1860: Alan Leo, britischer Autor, Theosoph und Astrologe
- 1862: Viktoria von Baden, Königin von Schweden
- 1862: Jakob Bosshart, Schweizer Schriftsteller
- 1863: Scipione Riva-Rocci, italienischer Arzt
- 1864: Louis Arnould, französischer Romanist und Französist
- 1867: Emil Nolde, deutsch-dänischer Maler des Expressionismus
- 1868: Granville Bantock, britischer Komponist
- 1868: Mia Hesse-Bernoulli, Schweizer Fotografin
- 1868: Amanda Lindner, deutsche Schauspielerin
- 1869: Mary Winston Newson, amerikanische Mathematikerin
- 1870: Gustav Krupp von Bohlen und Halbach, deutscher Unternehmer
- 1872: Andries Cornelis Dirk de Graeff, Generalgouverneur von Niederländisch-Indien und niederländischer Außenminister
- 1874: Johannes Andreas Jolles, niederländischer Literaturwissenschaftler

#### 1876–1900
- 1876: John August Anderson, US-amerikanischer Astronom
- 1876: Karl Fuchs, deutscher Politiker und Abgeordneter der deutschen Minderheit im Schlesischen Parlament

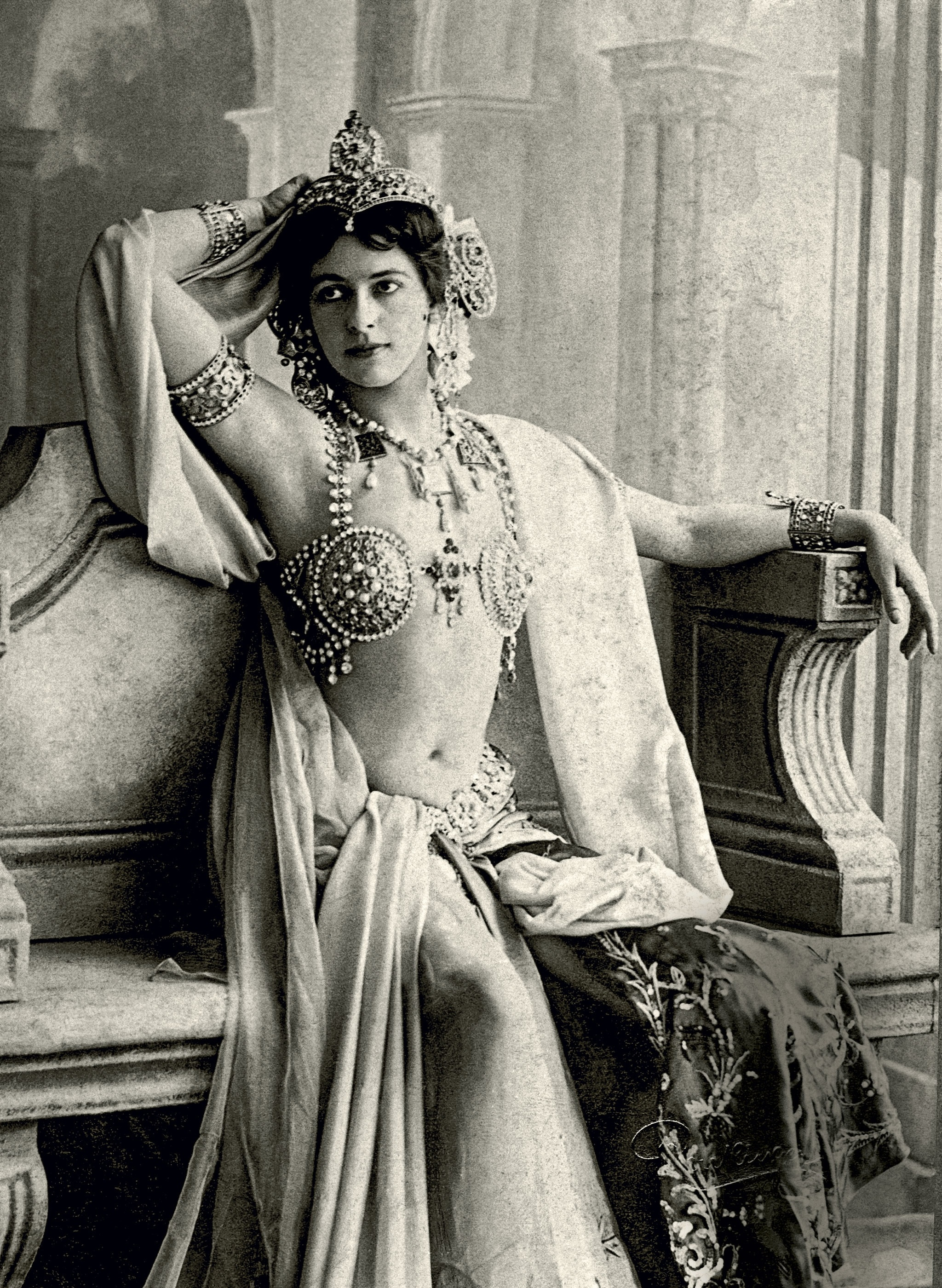
Mata Hari (* 1876)

- 1876: Mata Hari, niederländische Tänzerin und Spionin
- 1877: Ulrich Salchow, schwedischer Eiskunstläufer
- 1878: Maria Caspar-Filser, deutsche Malerin
- 1878: Wilhelm Ruhland, deutscher Botaniker
- 1880: Polly Koss, österreichische Soubrette und Schauspielerin
- 1880: Walther Lietzmann, deutscher Mathematiker, Pädagoge und Mathematikdidaktiker
- 1881: François Darlan, französischer Admiral und Politiker
- 1882: Hanns Ferdinand Josef Kropff, deutscher Wirtschaftswissenschaftler
- 1883: Arturo Gordon, chilenischer Maler

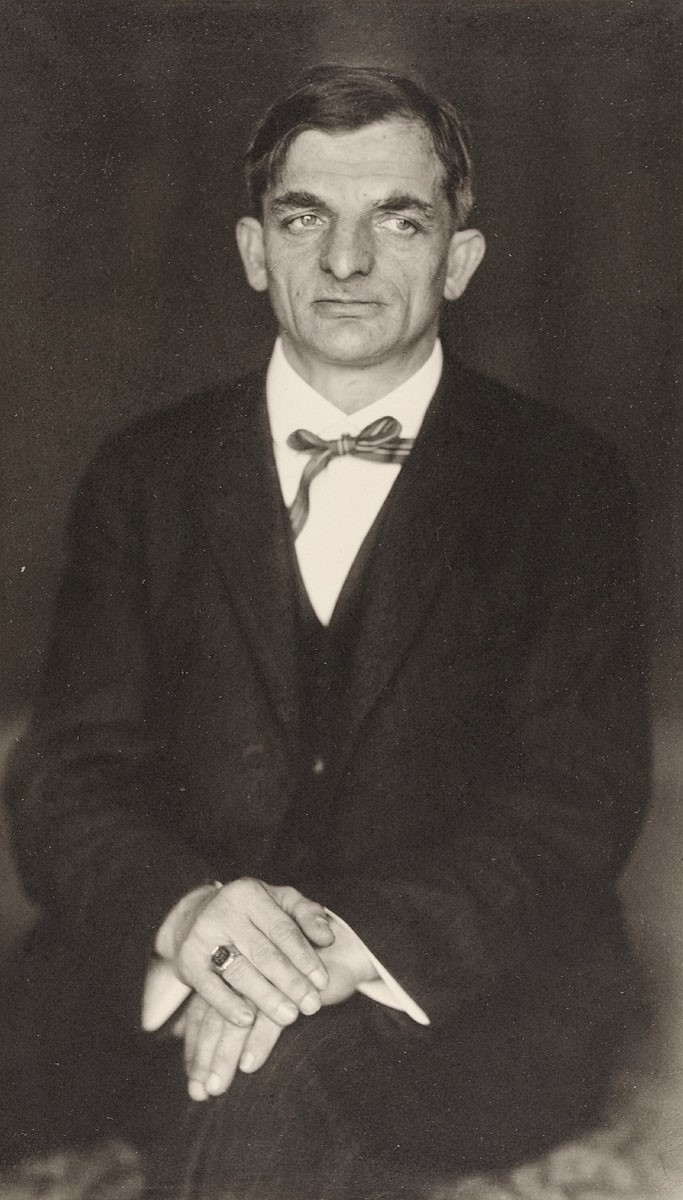
Joachim Ringelnatz (* 1883)

- 1883: Joachim Ringelnatz, deutscher Schriftsteller, Kabarettist und Maler
- 1884: Franz Auweck, deutscher Politiker
- 1884: Billie Burke, US-amerikanische Schauspielerin
- 1884: Paul Frölich, deutscher Politiker und Autor, Biograph von Rosa Luxemburg
- 1884: Nikolai Triik, estnischer Maler, Graphiker und Kunstpädagoge
- 1885: Gene Buck, US-amerikanischer Illustrator, Songwriter und Musikproduzent
- 1885ː Amalia Fleischer, italienische Rechtsanwältin und Holocaustopfer
- 1885: Vittore Frigerio, Schweizer Journalist und Schriftsteller
- 1886: Bill McKechnie, US-amerikanischer Baseballspieler
- 1886: Paul Westheim, deutscher Kunstschriftsteller und Kritiker
- 1887: Hermann Rauschning, deutscher Musikwissenschaftler und Politiker
- 1887: Elsbeth Schragmüller, deutsche Spionin
- 1887: Anna Elisabet Weirauch, deutsche Schauspielerin und Schriftstellerin
- 1889: Georges Thierry d’Argenlieu, französischer Ordenspriester und Admiral
- 1889: Léon Brillouin, französischer Physiker

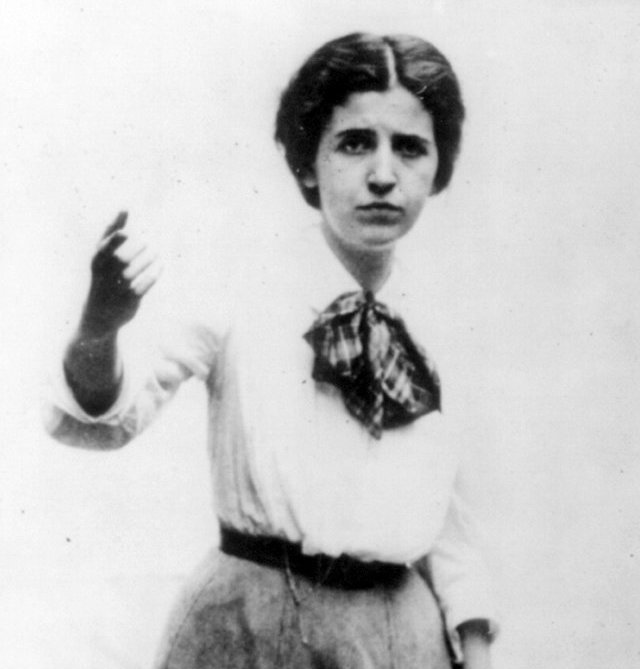
Elizabeth Gurley Flynn (* 1890)

- 1890: Elizabeth Gurley Flynn, US-amerikanische Politikerin
- 1890: Randolph West, US-amerikanischer Hämatologe
- 1892: Albert Schreiner, deutscher Politiker und Historiker
- 1892: Lajos Wick, ungarischer Ruderer
- 1893: Fritz Grantze, deutscher Politiker, MdL, MdB
- 1893: Günther Rittau, deutscher Kameramann und Regisseur
- 1894: Maria Martins, brasilianische Künstlerin
- 1895: Willy Andreessen, deutscher nationalsozialistischer Funktionär
- 1895: Paul Sievert, deutscher Leichtathlet
- 1896: Akamatsu Kaname, japanischer Ökonom
- 1896: William Langford, kanadischer Ruderer
- 1896: Maja Sacher, Schweizer Kunstsammlerin
- 1897: Wulf Emmo Ankel, deutscher Zoologe
- 1897: Carl Wery, deutscher Schauspieler
- 1898: Patrick von Kalckreuth, deutscher Landschafts- und Marinemaler
- 1898: Friedrich Stoffels, deutscher Zeuge Jehovas und Opfer der NS-Kriegsjustiz
- 1899: August Anhalt, deutscher Maler, Zeichner und Grafiker
- 1899: Alfred Jurke, deutscher Widerstandskämpfer gegen den Nationalsozialismus
- 1900: Alan Helffrich, US-amerikanischer Leichtathlet, Olympiasieger

### 20. Jahrhundert

#### 1901–1925

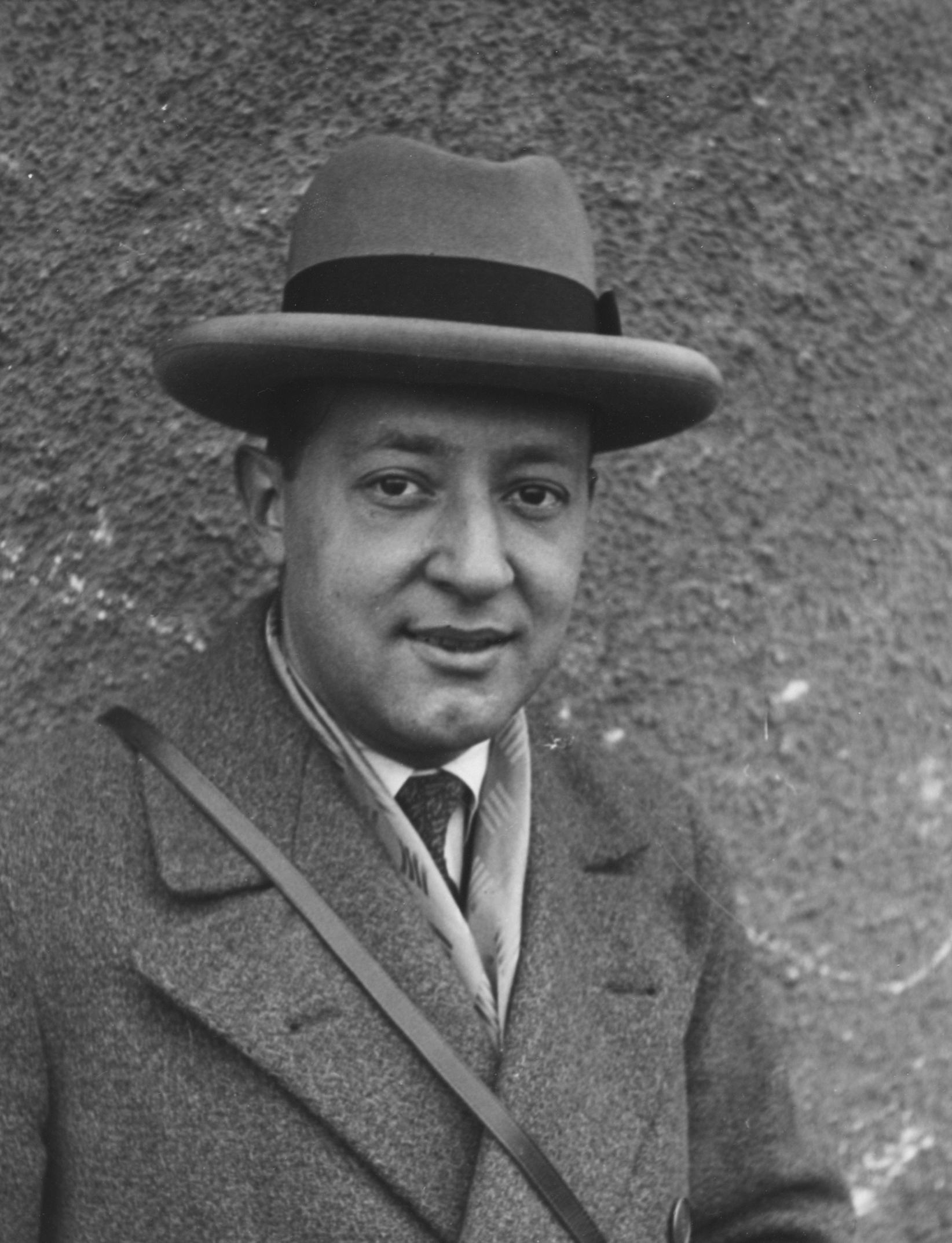
Konrad Heiden (* 1901)

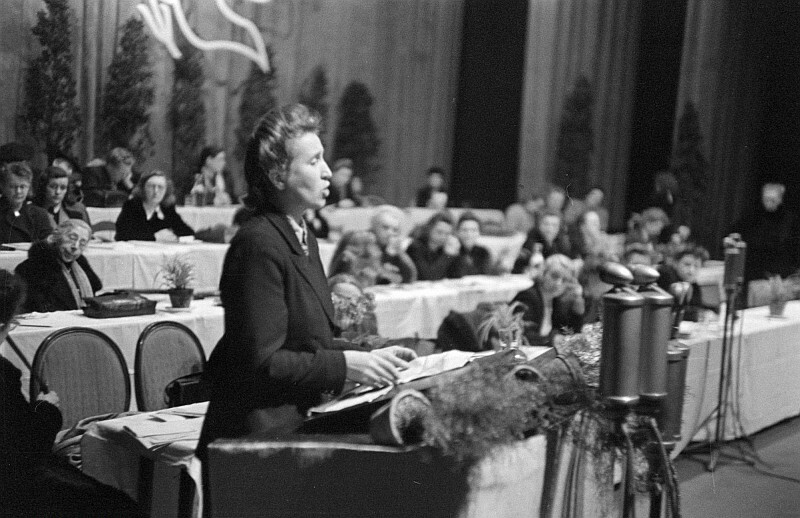
Johanna Melzer (* 1904)

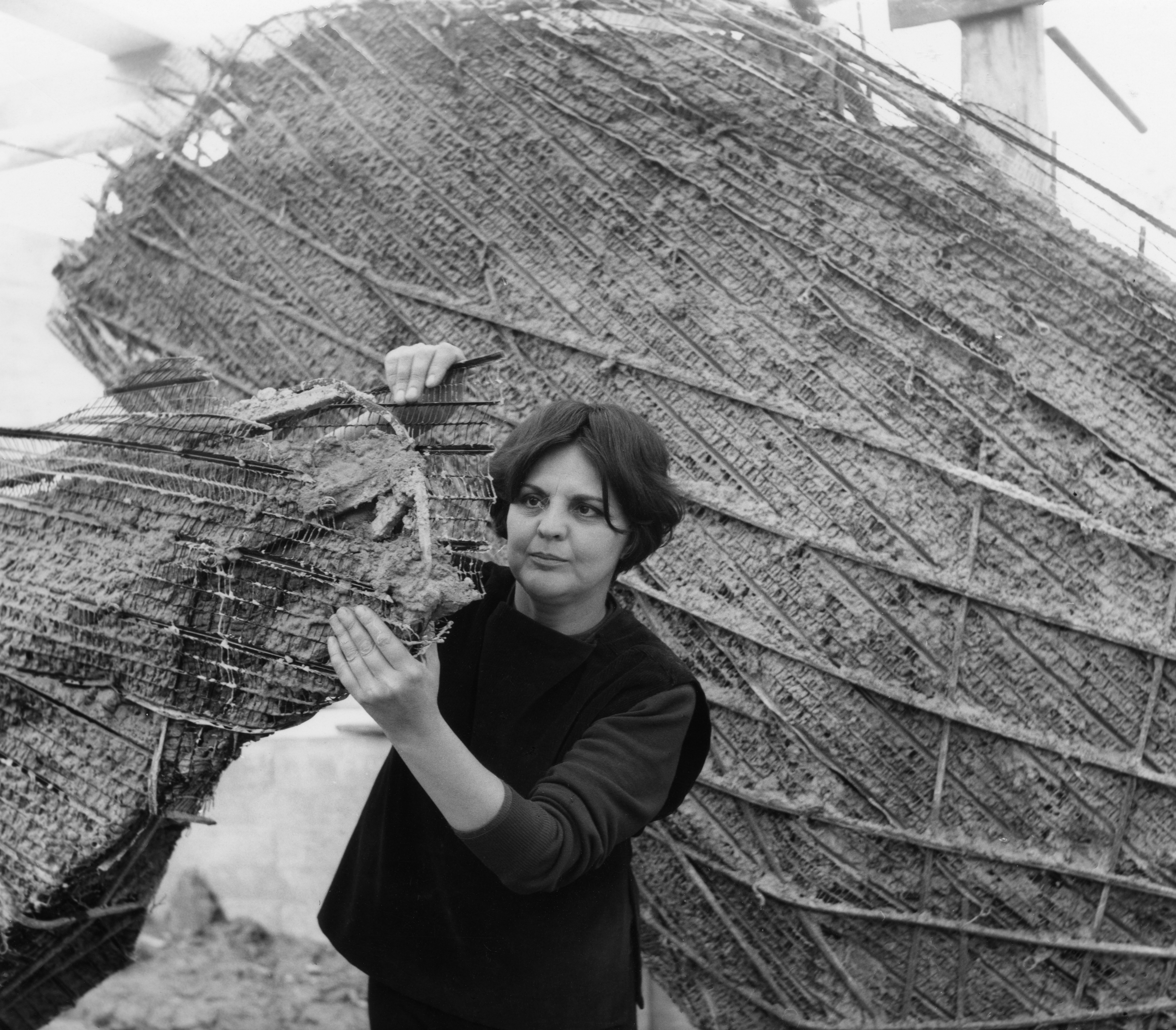
Alicia Penalba (* 1913)

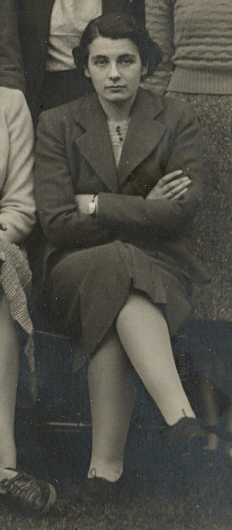
Anne Cobbe (* 1920)

- 1901: Konrad Heiden, deutscher Journalist und Schriftsteller
- 1901: August Scholtis, deutscher Schriftsteller
- 1902: Ann Harding, US-amerikanische Schauspielerin
- 1902: August Herold, deutscher Rebenzüchter (Kerner und Dornfelder)
- 1903: Louis Leakey, kenianisch-britischer  Paläoanthropologe
- 1903: Saburō Moroi, japanischer Komponist
- 1903: Maria Reining, österreichische Sopranistin
- 1904: Ralph Bunche, US-amerikanischer Diplomat und Bürgerrechtler, Nobelpreisträger
- 1904: Erwin Fischer, deutscher Jurist
- 1904: Johanna Melzer, deutsche Widerstandskämpferin gegen den Nationalsozialismus
- 1905: Curt Becker, deutscher Politiker, MdB
- 1905: Boris Goldenberg, deutscher Politiker, Journalist und Historiker
- 1905: Albert Ooiman, niederländischer Ruderer
- 1906: Gerhard Frommel, deutscher Komponist und Musikpädagoge
- 1906: Nelson Goodman, US-amerikanischer Philosoph
- 1906: Max Rostal, deutscher Violinist
- 1907: Abby Berlin, US-amerikanischer Filmregisseur
- 1907: Frank Fitzsimmons, US-amerikanischer Gewerkschaftsführer
- 1908: Robert Bernardis, österreichischer Offizier, Widerstandskämpfer, Beteiligter am Attentat vom 20. Juli 1944
- 1909: Dorothy Walton, kanadische Badmintonspielerin
- 1911: Nicholas Ray, US-amerikanischer Filmregisseur
- 1912: Wiltraut Rupp-von Brünneck, deutsche Richterin des Bundesverfassungsgerichts
- 1913: Hedwig Meermann, deutsche Politikerin, MdB
- 1913: Alicia Penalba, argentinisch-französische Bildhauerin
- 1914: Vojtěch Cach, tschechischer Autor und Dramatiker
- 1914: Fernando Cerchio, italienischer Regisseur, Drehbuchautor und Filmproduzent
- 1916: Lawrence Trevor Picachy, indischer Jesuit, Erzbischof von Kalkutta und Kardinal
- 1916: Anton Eric Scotoni, Schweizer Unternehmer
- 1917: Andrea Mascagni, italienischer Komponist, antifaschistischer Widerstandskämpfer und Politiker
- 1919: Gerhard Becker, deutscher Komponist
- 1919: Kim Borg, finnischer Bassist und Gesangspädagoge
- 1920: Anne Cobbe, britische Mathematikerin
- 1920: Harry Arnold Persson, schwedischer Tenorsaxophonist, Klarinettist und Bandleader
- 1920: Tsukamoto Kunio, japanischer Lyriker
- 1921: Susanne Hirzel, deutsche Widerstandskämpferin gegen den Nationalsozialismus (Weiße Rose)
- 1921: Karel Husa, US-amerikanischer Komponist und Professor
- 1921: Manitas de Plata, französischer Gitarrist
- 1922: Josef W. Janker, deutscher Schriftsteller
- 1922: Boy Lornsen, deutscher Bildhauer und Schriftsteller

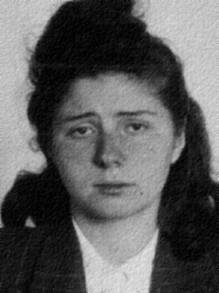
Liane Berkowitz (* 1923)

- 1923: Liane Berkowitz, deutsche Widerstandskämpferin gegen den Nationalsozialismus (Rote Kapelle)
- 1923: Shiba Ryōtarō, japanischer Schriftsteller
- 1924: Wilhelm Vorndran, deutscher Politiker, MdL, bayerischer Landtagspräsident
- 1925: Felice Bryant, US-amerikanische Songschreiberin
- 1925: Armand Gaétan Razafindratandra, madagassischer Priester, Erzbischof von Antananarivo und Kardinal

#### 1926–1950

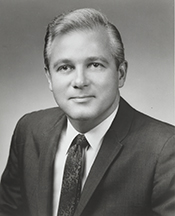
Edwin Edwards (* 1927)

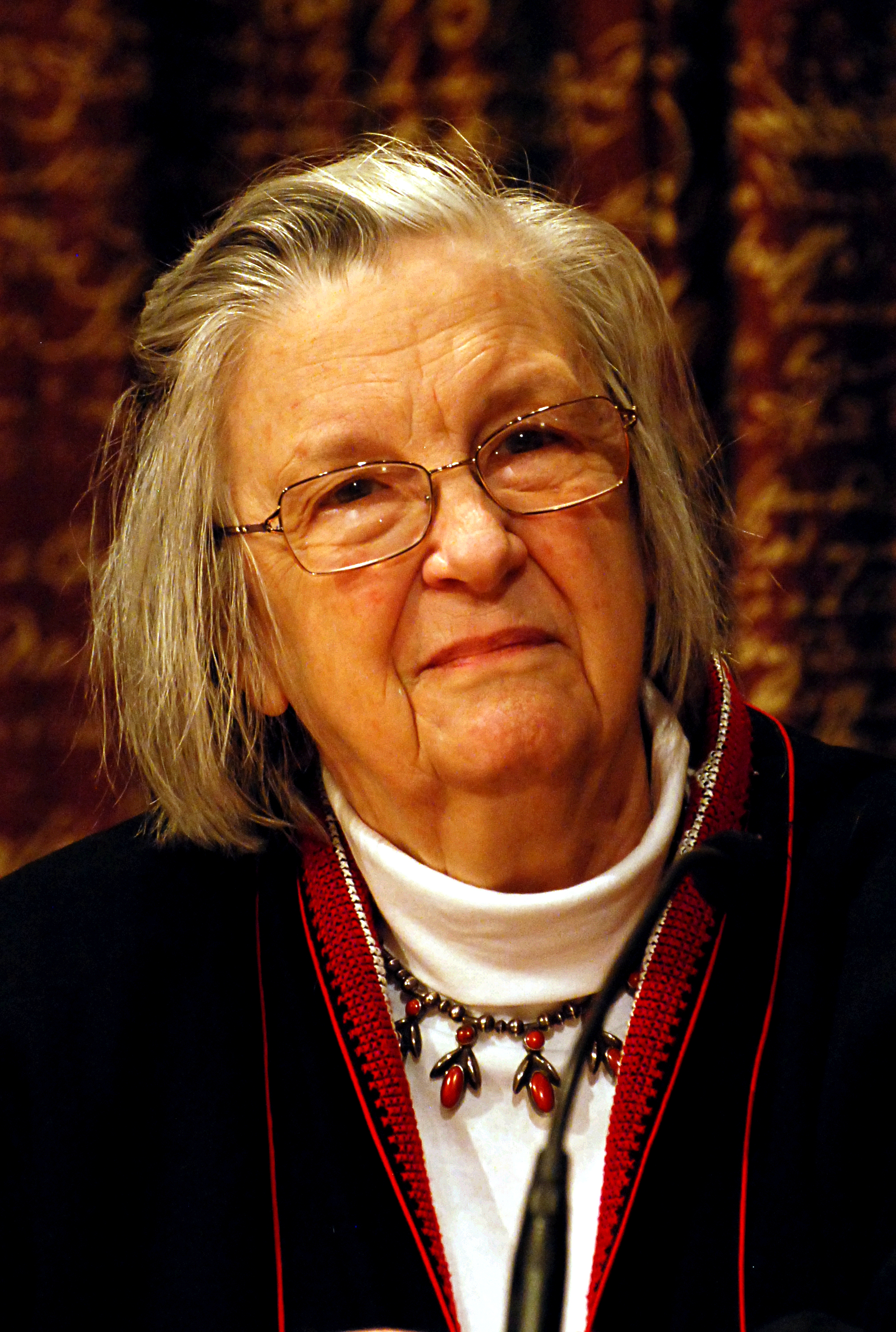
Elinor Ostrom (* 1933)

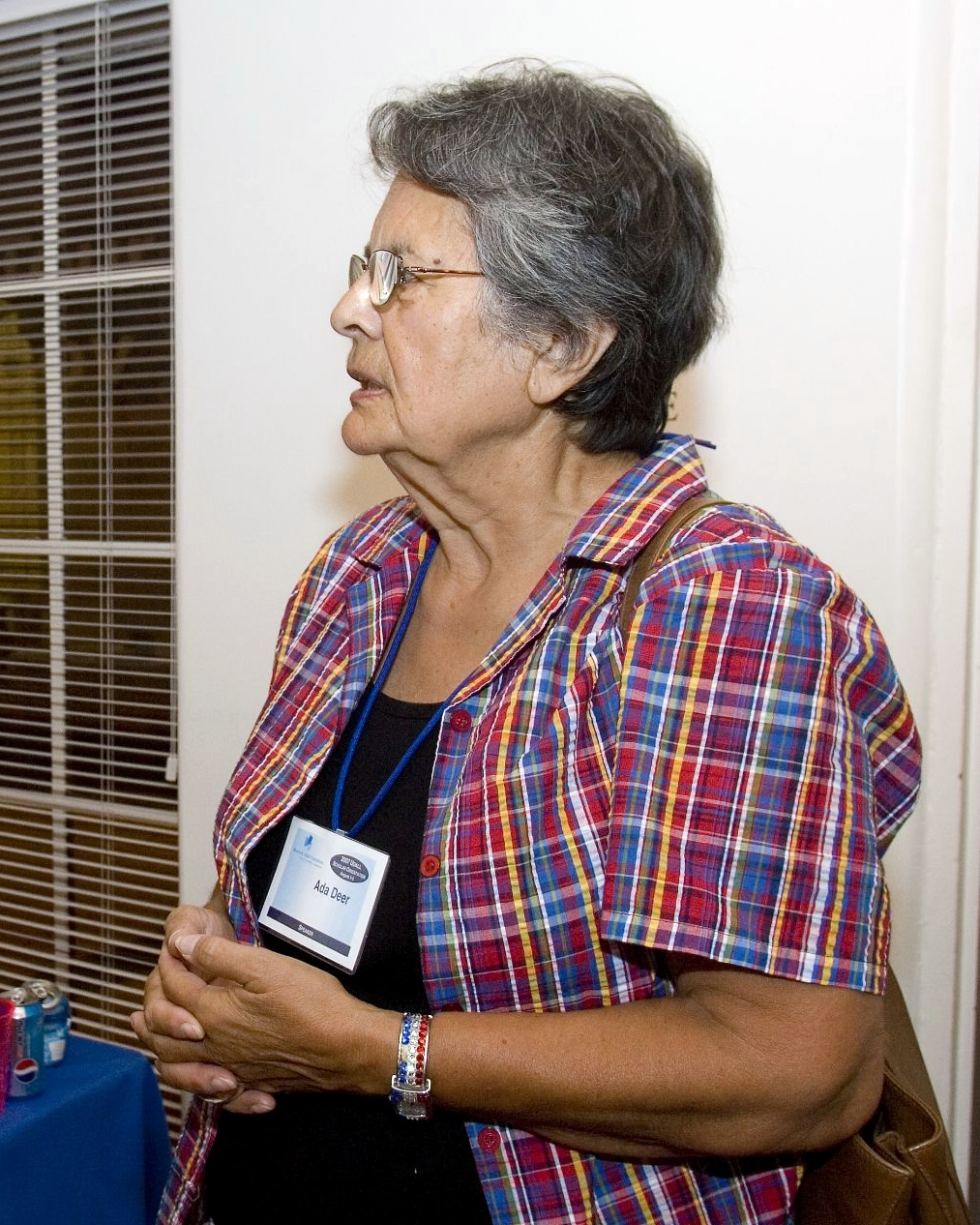
Ada Deer (* 1935)

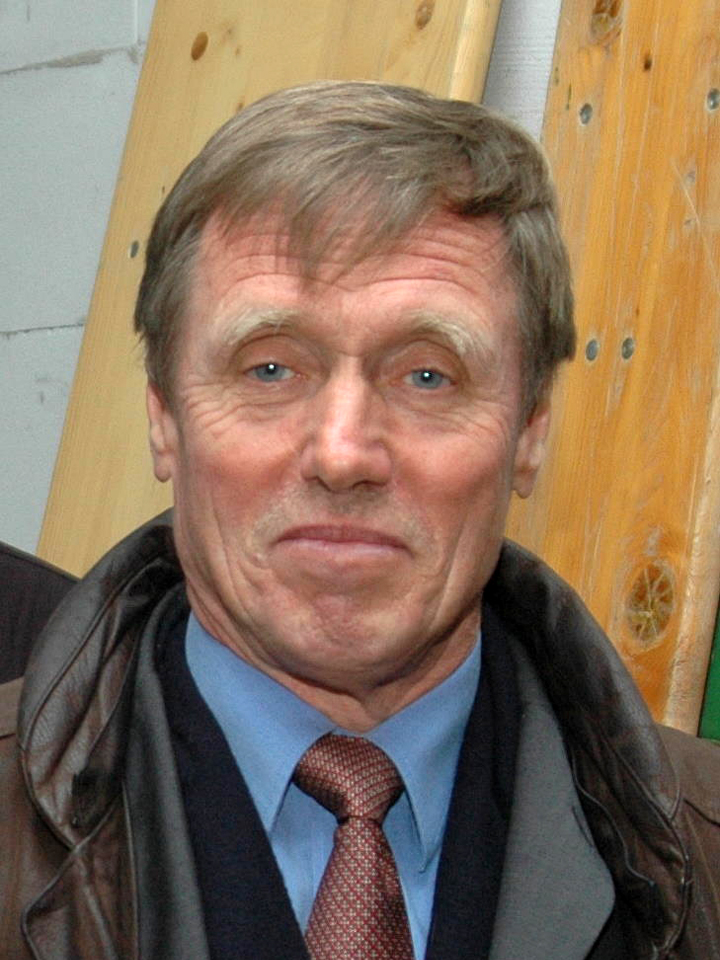
Sigfried Held (* 1942)

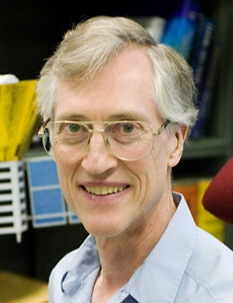
John C. Mather (* 1946)

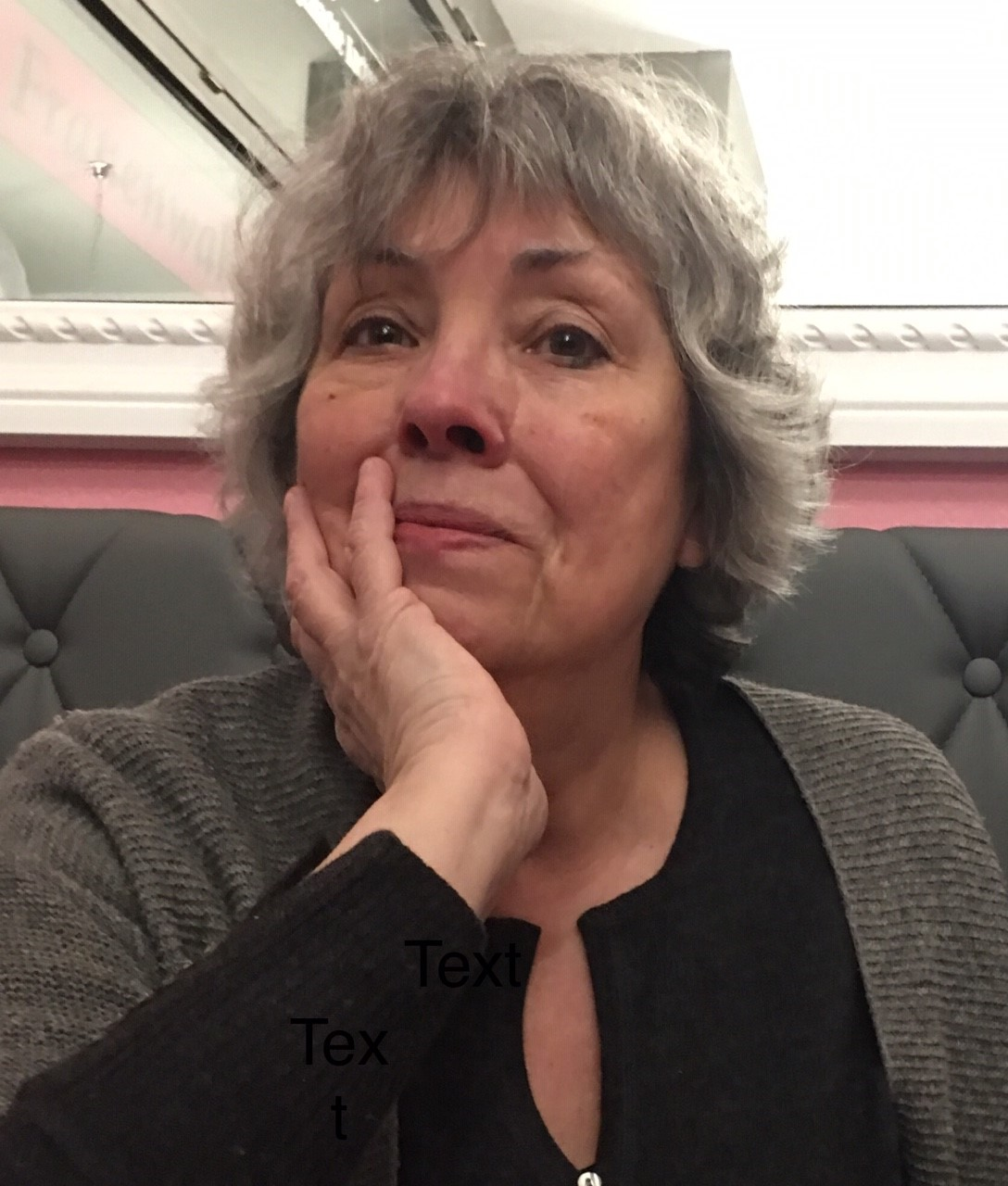
Sabine Hering (* 1947)

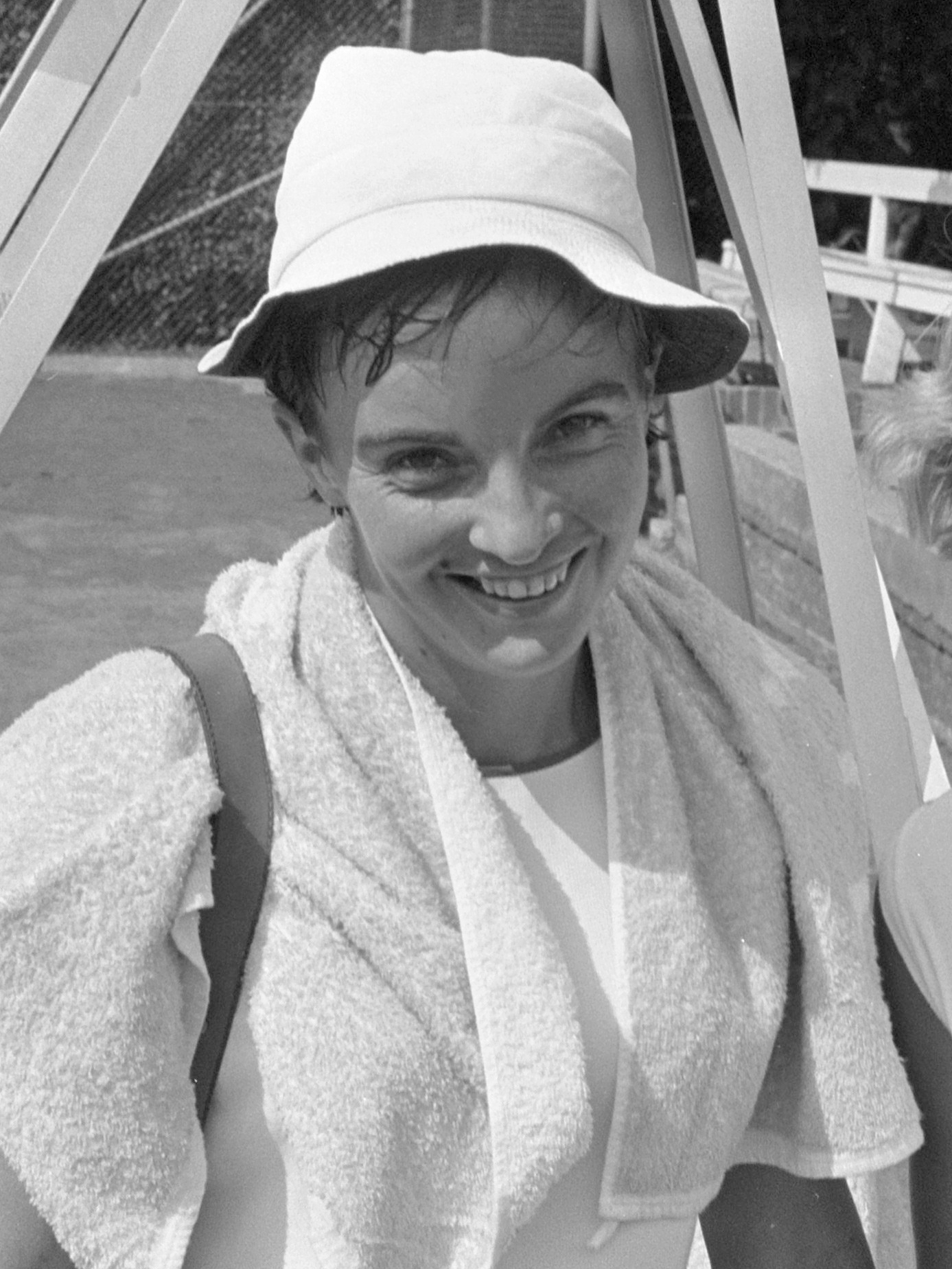
Kerry Melville (* 1947)

- 1926: Sue Kaufman, US-amerikanische Schriftstellerin
- 1926: Jean-Claude Touche, französischer Organist und Komponist
- 1927: George Busbee, US-amerikanischer Politiker
- 1927: Edwin Edwards, US-amerikanischer Politiker
- 1927: Paul Röhner, deutscher Politiker, MdB
- 1928: James Randi, kanadischer Zauberkünstler, Skeptiker von Pseudowissenschaften
- 1928: Helen Vita, Schweizer Chansonnière, Schauspielerin und Kabarettistin
- 1929: Jo Baer, US-amerikanische Malerin und Grafikerin
- 1929: Thomas van Dijck, niederländischer Hockeyspieler
- 1929: Don Larsen, US-amerikanischer Baseballspieler
- 1930: Luisa Famos, Schweizer Schriftstellerin
- 1930: Veljo Tormis, estnischer Komponist
- 1931: Nils Århammar, schwedischer Sprachwissenschaftler
- 1931: Jack Good, britischer Fernsehproduzent und Musik-Manager
- 1931: Gottfried Kiesow, deutscher Denkmalpfleger
- 1932: Abebe Bikila, äthiopischer Marathonläufer
- 1932: Edward Hardwicke, britischer Schauspieler
- 1933: Elinor Ostrom, US-amerikanische Politikwissenschaftlerin, Nobelpreisträgerin
- 1933: Friedhelm Ptok, deutscher Schauspieler
- 1934: Steve Ihnat, US-amerikanischer Schauspieler, Drehbuchautor und Regisseur
- 1934: Dieter Schlesak, deutscher Schriftsteller, Mitglied des deutschen P.E.N.-Zentrums
- 1935: Moritz Amherd, Schweizer Theologe und Ökonom
- 1935: Ada Deer, US-amerikanische Politikerin und Hochschullehrerin
- 1935: Rahsaan Roland Kirk, US-amerikanischer Saxophonist und Multi-Instrumentalist
- 1937: Magic Slim, US-amerikanischer Blues-Musiker
- 1938: Ludwig Valentin Angerer, deutscher Architekt, Maler, Bildhauer und Autor
- 1938: Lutz Brandt, deutscher Künstler
- 1938: Giorgetto Giugiaro, italienischer Industriedesigner
- 1938: Hans-Dietrich Kams, deutscher Brigadegeneral
- 1938: Heinz Rudolf Unger, österreichischer Schriftsteller
- 1939: Ron Holden, US-amerikanischer R&B-Sänger und Fernsehmoderator
- 1940: Hans Eisele, deutscher Fußballspieler
- 1940: Martin Heisenberg, deutscher Neurobiologe und Genetiker
- 1940: Uwe Nettelbeck, deutscher Schriftsteller und Journalist
- 1941: Franco Columbu, italienisch-US-amerikanischer Bodybuilder, Chiropraktiker, Autor und Filmschauspieler
- 1941: Howard Johnson, US-amerikanischer Baritonsaxophonist, Tubaspieler, Komponist und Arrangeur
- 1941: Volkert Kraeft, deutscher Schauspieler
- 1942: Tobin Bell, US-amerikanischer Schauspieler
- 1942: Sigfried Held, deutscher Fußballspieler und -trainer
- 1942: Garrison Keillor, US-amerikanischer Schriftsteller und Radiomoderator
- 1942: B. J. Thomas, US-amerikanischer Pop- und Country-Sänger
- 1942: Caetano Veloso, brasilianischer Sänger, Komponist und Liedermacher
- 1943: Lana Cantrell, australisch-US-amerikanische Pop-Sängerin
- 1943: Vera Dedanwala, deutsche Politikerin (SPD)
- 1943: Luz Leskowitz, österreichischer Geiger und Dozent
- 1943: Franz Josef Wagner, deutscher Boulevardjournalist
- 1944: John Glover, US-amerikanischer Schauspieler
- 1944: David Rasche, US-amerikanischer Schauspieler
- 1945: Mike Brockman, US-amerikanischer Unternehmer und Automobilrennfahrer
- 1945: Zephania Kameeta, namibischer Politiker und Befreiungstheologe
- 1945: Alan Page, US-amerikanischer American-Football-Spieler und Jurist
- 1946: Herbert Lauer, deutscher Kommunalpolitiker, Oberbürgermeister von Bamberg
- 1946: John Cromwell Mather, US-amerikanischer Astrophysiker, Nobelpreisträger
- 1947: Sabine Hering, deutsche Sozialwissenschaftlerin
- 1947: Jess Ingerslev, dänischer Schauspieler, Musiker und Synchronsprecher
- 1947: Kerry Reid, australische Tennisspielerin
- 1947: Sofija Rotaru, ukrainisch-russische Sängerin und Schauspielerin
- 1948: Nick Adams, britischer Automobilrennfahrer
- 1948: Hans-Jürg Fehr, Schweizer Politiker, Nationalrat
- 1948: Wolfgang Haas, liechtensteinischer Erzbischof
- 1948: Astrid Kaiser, deutsche Erziehungswissenschaftlerin, Professorin der Didaktik des Sachunterrichts
- 1949: Walid Dschumblat, libanesischer Politiker
- 1949: Tim Renwick, britischer Musiker
- 1949: Wittus Witt, deutscher Zauberkünstler
- 1950: Rodney Crowell, US-amerikanischer Country-Musiker
- 1950: Alan Keyes, US-amerikanischer Politiker und Talkmaster

#### 1951–1975
- 1951: Ajahn Brahm, buddhistischer Mönch
- 1952: Helga Lopez, deutsche Politikerin, MdB

Karl Schweitzer (* 1952)

- 1952: Karl Schweitzer, österreichischer Politiker
- 1954: Osman Pepe, türkischer Umweltminister
- 1954: Jonathan Pollard, US-amerikanischer Spion für Israel
- 1955: Wayne Knight, US-amerikanischer Schauspieler
- 1956: Kent Rominger, US-amerikanischer Astronaut
- 1957: Harald Effenberg, deutscher Schauspieler
- 1957: Andrea Gotzmann, deutsche Basketballspielerin und Verbandsfunktionärin
- 1958: Bruce Dickinson, britischer Rockmusiker und Sänger
- 1958: Tilman Rossmy, deutscher Liedermacher
- 1958: Julian Wadham, britischer Schauspieler
- 1959: Stephen Chow Sau-yan, chinesischer Kardinal, Bischof von Hongkong
- 1959: Koenraad Elst, belgischer Autor, Sinologe und Indologe
- 1959: Mike Hughes, kanadischer Ruderer
- 1959: Manfred Lefkes, deutscher Fußballspieler
- 1959: Michael Matz, deutscher Brigadegeneral
- 1959: Uwe Schrader, deutscher Politiker, MdL
- 1959: Edward Simoni, polnischer Musiker
- 1960: David Duchovny, US-amerikanischer Schauspieler
- 1960: Michael Roes, deutscher Schriftsteller
- 1960: Andreas Schröder, deutscher Freistilringer

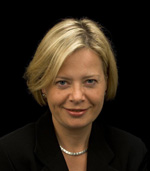
Gesine Lötzsch (* 1961)

- 1961: Gesine Lötzsch, deutsche Politikerin, MdB
- 1961: Carlos Vives, kolumbianischer Sänger und Schauspieler
- 1962: Thomas Frick, deutscher Regisseur und Drehbuchautor
- 1962: Sabine Hark, deutsche Soziologin
- 1963: Harold Perrineau, US-amerikanischer Schauspieler
- 1963: Bahne Rabe, deutscher Ruderer
- 1964: Carmen Bellido, peruanische Badmintonspielerin
- 1964: John F. Hartwig, US-amerikanischer Chemiker
- 1964: Martin Hille, deutscher Historiker und Journalist
- 1964: Peter Kittinger, österreichischer Judoka
- 1964: Antonio Manzini, italienischer Schauspieler, Drehbuch- und Romanautor
- 1964: Tom McGrath, US-amerikanischer Animator, Drehbuchautor, Regisseur, Synchronsprecher, Stimmenimitator und Schauspieler
- 1964: Mario Scirea, italienischer Radrennfahrer
- 1964: Wolfgang Zientek, deutscher Fußballspieler
- 1965: Jocelyn Angloma, französischer Fußballspieler
- 1965: Bernd Truntschka, deutscher Eishockeyspieler
- 1966: Dieter Depping, deutscher Rallyefahrer
- 1966: Markus H. Eberhard, deutscher Schauspieler und Sänger
- 1966: Kristin Hersh, US-amerikanische Sängerin, Gitarristin und Songwriter
- 1966: Stefan Heße, Erzbischof von Hamburg

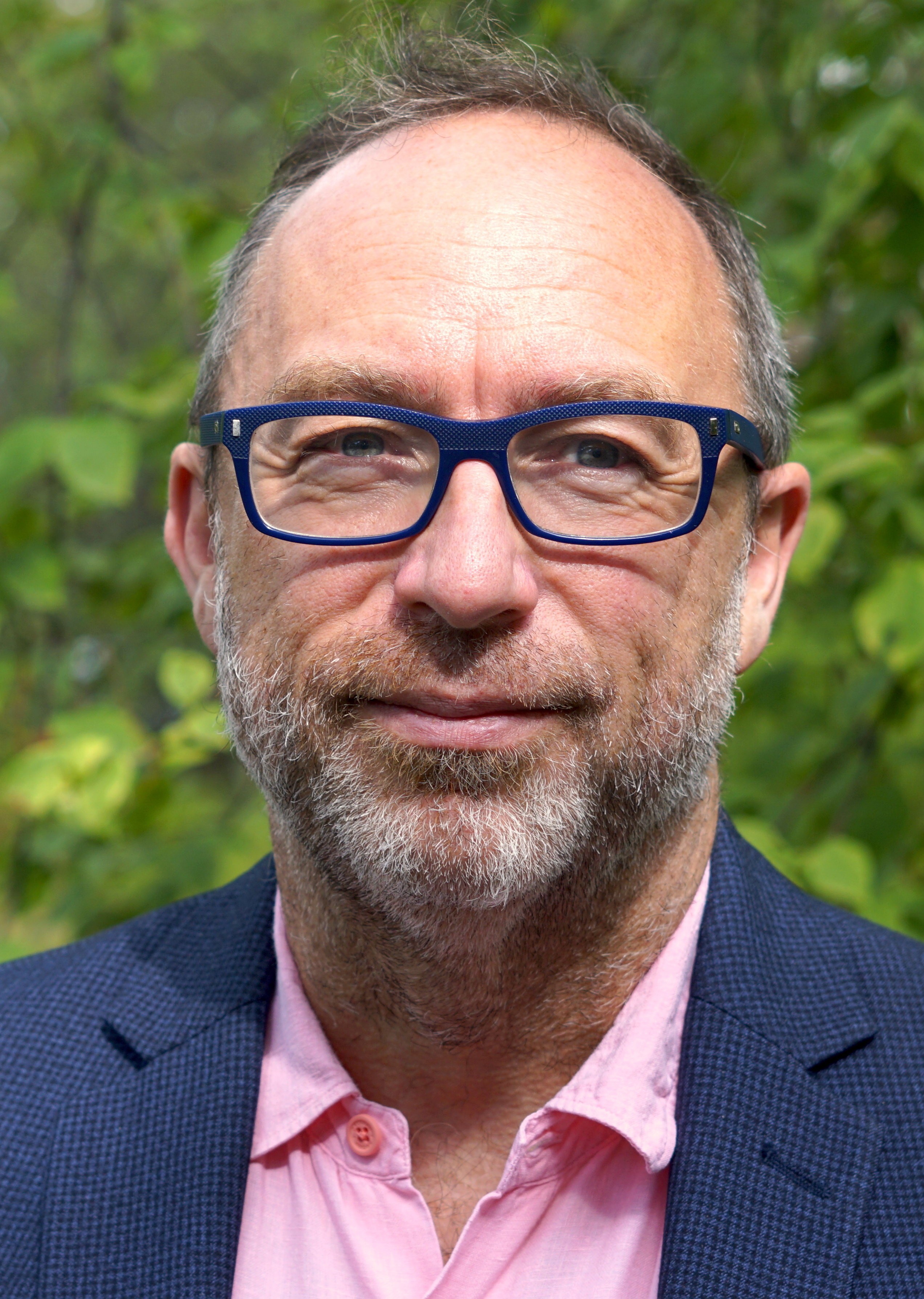
Jimmy Wales (* 1966)

- 1966: Jimmy Wales, US-amerikanischer Unternehmer und Mitgründer von Wikipedia
- 1967: Lucas Cordalis, deutscher Sänger, Komponist und Musikproduzent
- 1967: Jewgeni Arkadjewitsch Platow, russischer Eiskunstläufer
- 1967: Albert Rösti, Schweizer Politiker
- 1968: Martin Max, deutscher Fußballspieler
- 1968: Vicente Potolicchio, venezolanischer Automobilrennfahrer
- 1969: Markus Bundi, Schweizer Schriftsteller
- 1969: Günter Krings, deutscher Politiker, MdB
- 1969: Paul Lambert, schottischer Fußballspieler

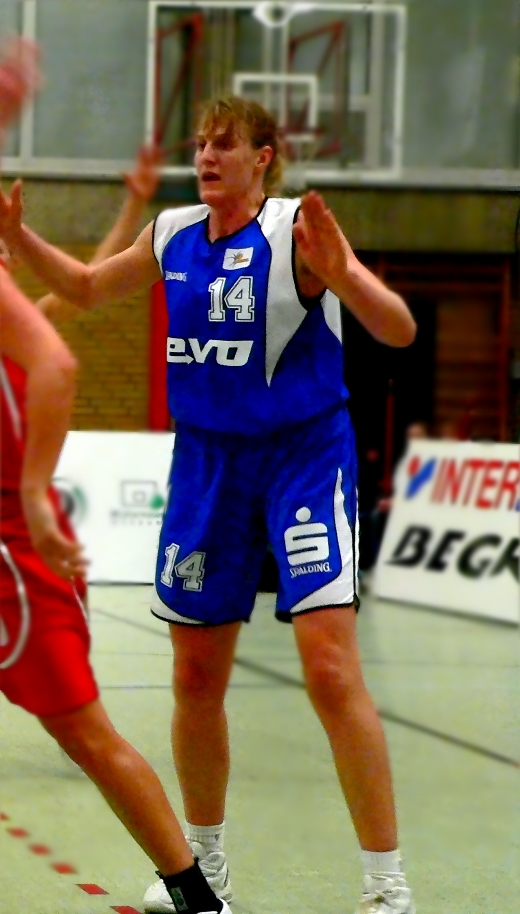
Marlies Askamp (* 1970)

- 1970: Marlies Askamp, deutsche Basketballspielerin
- 1970: Joël Gilgen, Schweizer Radio- und Fernsehmoderator
- 1970: Andy Ludyk, deutscher Musikproduzent und Musikmanager
- 1971: Sebastian Padotzke, deutscher Keyboarder
- 1971: Benita Brückner, deutsche Schauspielerin und Rechtsanwältin
- 1972: Sorin Anca, rumänischer Maler und Bildhauer
- 1972: Anneliese Anglberger, österreichische Judoka
- 1972: Xeno Müller, Schweizer Ruderer
- 1973: Gabriele Ambrosetti, italienischer Fußballspieler
- 1973: Norman Kalle, deutscher Schauspieler
- 1973: Barbara Lüthi, Schweizer Fernsehjournalistin
- 1973: Kimmo Rintanen, finnischer Eishockeyspieler
- 1975: Hans Matheson, britischer Film- und Theaterschauspieler
- 1975: Charlize Theron, südafrikanische Schauspielerin
- 1975: Andrea Vetsch, Schweizer Fernsehmoderatorin

#### 1976–2000
- 1976: Hamed Attarbashi, deutscher Basketballtrainer
- 1976: Dimitrios Eleftheropoulos, griechischer Fußballtorhüter
- 1976: Shane Lechler US-amerikanischer American-Football-Spieler
- 1977: Alexandre Aja, französischer Regisseur, Drehbuchautor und Filmproduzent
- 1977: Hendrik Streeck, deutscher Mediziner und Virologe

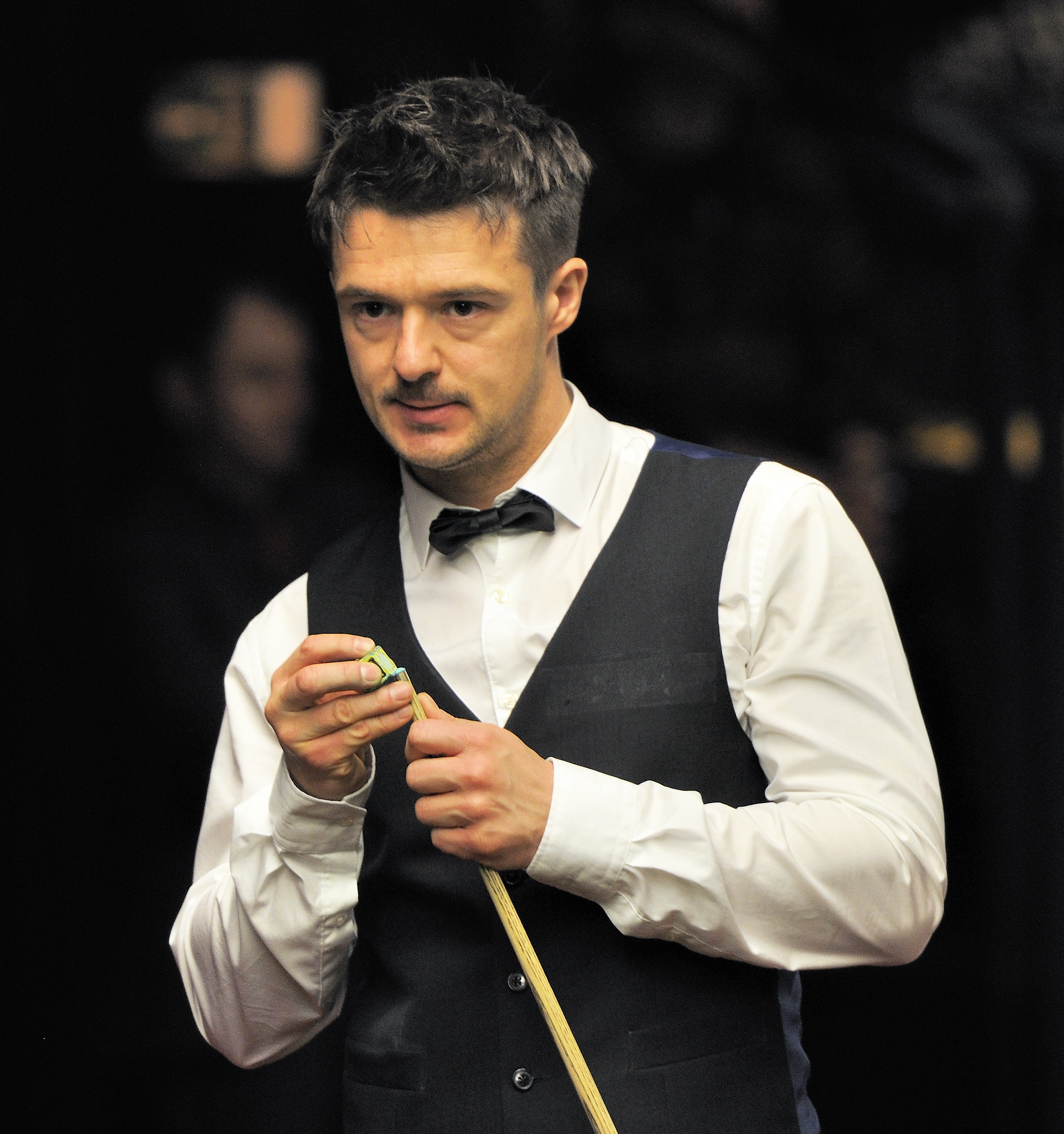
Michael Holt (* 1978)

- 1978: Michael Holt, englischer Snooker-Spieler
- 1978: Linsey Dawn McKenzie, britisches Erotikmodel und Pornodarstellerin
- 1979: Gangsta Boo, US-amerikanische Rapperin
- 1979: Eric Johnson, kanadischer Schauspieler
- 1979: Tobias Thalhammer, deutscher Schlagersänger und Politiker, MdL
- 1980: Christian Schreiber, deutscher Ruderer
- 1980: Rupert Wagner, deutscher Kanute
- 1981: Asasekiryū Tarō, mongolischer Sumōringer
- 1981: Hans Dekkers, niederländischer Radrennfahrer
- 1981: Anne Diemer, deutsche Schauspielerin
- 1982: Abbie Cornish, australische Schauspielerin

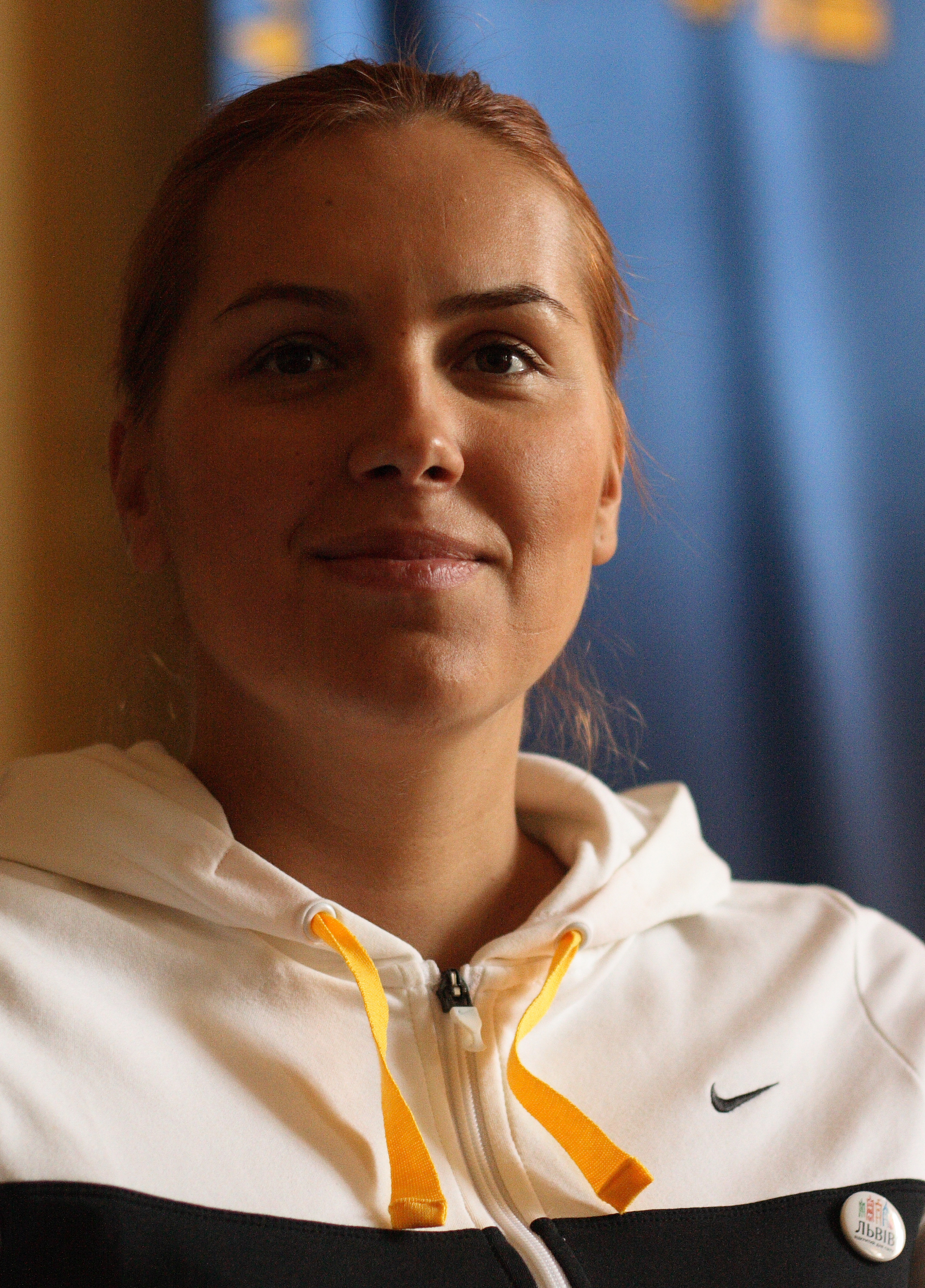
Yana Klochkova (* 1982)

- 1982: Jana Klotschkowa, ukrainische Schwimmerin
- 1982: Marco Melandri, Motorradrennfahrer
- 1982: Vasilios Spanoulis, griechischer Basketballspieler
- 1983: Danny, portugiesischer Fußballspieler
- 1983: Jan Hájek, tschechischer Tennisspieler
- 1983: Andrij Hrywko, ukrainischer Radrennfahrer
- 1984: Yun Hyon-seok, südkoreanischer Aktivist
- 1984: Benoît Sinner, französischer Radrennfahrer
- 1985: Margot Boer, niederländische Eisschnellläuferin
- 1985: Matthias Britschgi, Schweizer Schauspieler
- 1985: Annika Chambers, US-amerikanische Bluessängerin
- 1985: Rick Genest, kanadisches Model und Performance-Künstler
- 1985: Anja Klotzsche, deutsche Hydrogeophysikerin
- 1985: Kevin Ratajczak, deutscher Metal-Sänger und Keyboarder
- 1985: Daniel Gimeno Traver, spanischer Tennisspieler

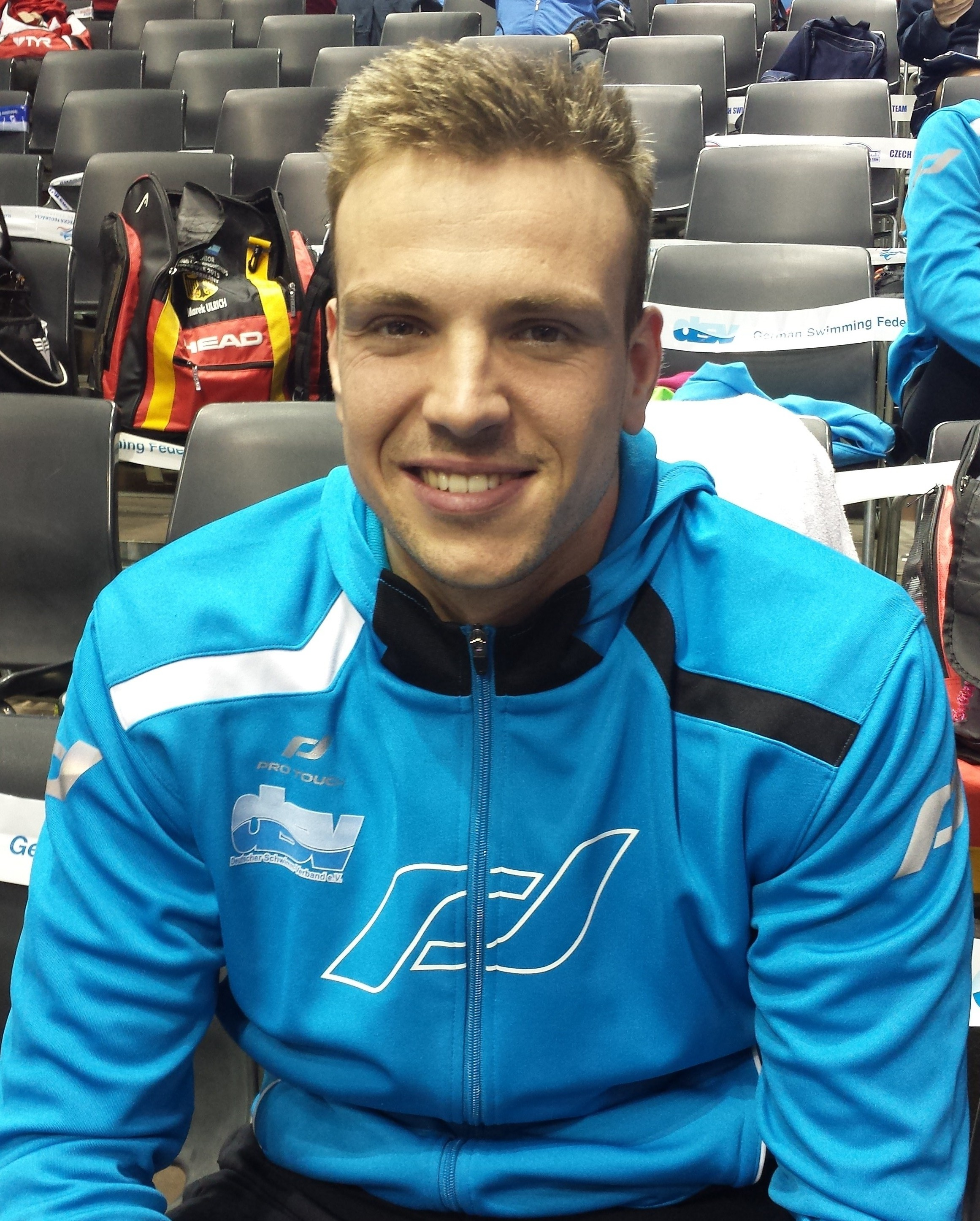
Paul Biedermann (* 1986)

- 1986: Paul Biedermann, deutscher Schwimmer
- 1986: Valter Birsa, slowenischer Fußballspieler
- 1987: Sidney Crosby, kanadischer Eishockeyspieler
- 1987: Max Heinzer, Schweizer Sportfechter
- 1987: Felipe Lopes, brasilianisch-portugiesischer Fußballspieler

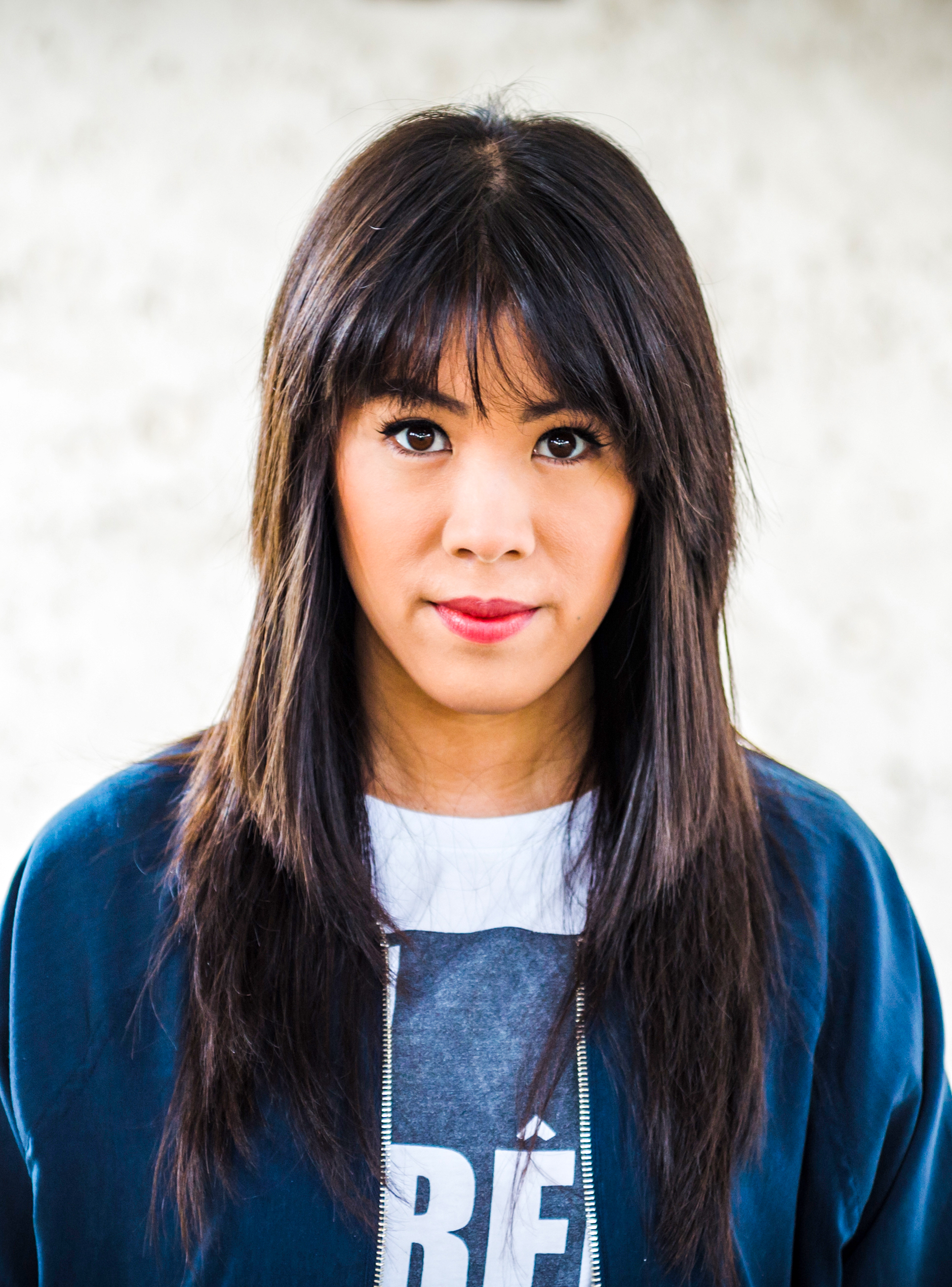
Mai Thi Nguyen-Kim (* 1987)

- 1987: Mai Thi Nguyen-Kim, deutsche Wissenschaftsjournalistin und Fernsehmoderatorin
- 1988: Erik Pieters, niederländischer Fußballspieler
- 1989: DeMar DeRozan, US-amerikanischer Basketballspieler
- 1990: Alex Brundle, britischer Automobilrennfahrer
- 1990: Hermann Pernsteiner, österreichischer Radrennfahrer
- 1990: Maximilian Schirmer, deutscher Politiker
- 1991: Robin Frijns, niederländischer Automobilrennfahrer
- 1991: Luis Salom, spanischer Motorradrennfahrer
- 1992: Adam Yates, britischer Radrennfahrer
- 1992: Simon Yates, britischer Radrennfahrer
- 1995: Florian Grillitsch, österreichischer Fußballspieler
- 1996: Tessa Allen, US-amerikanische Schauspielerin
- 1997: Jordan Torunarigha, deutscher Fußballspieler
- 1998: Hunter Wonders, US-amerikanischer Skilangläufer
- 2000: Nyamekye Awortwie-Grant, deutscher Fußballspieler
- 2000: David Jurásek, tschechischer Fußballspieler
- 2000: Lucie-Marie Kretzschmar, deutsche Handballspielerin

#### 21. Jahrhundert
- 2001: Daiki Hashimoto, japanischer Turner
- 2002: Florian Elias, deutscher Eishockeyspieler
- 2003: Julianna Tunyzka, ukrainische Rennrodlerin

## Gestorben

### Vor dem 17. Jahrhundert
- 0461: Majorian, römischer Kaiser

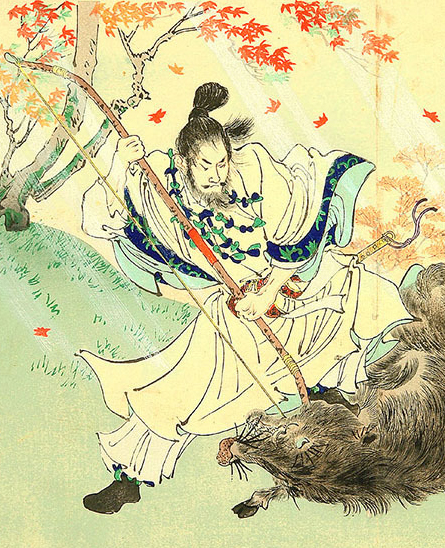
Yūryaku († 479)

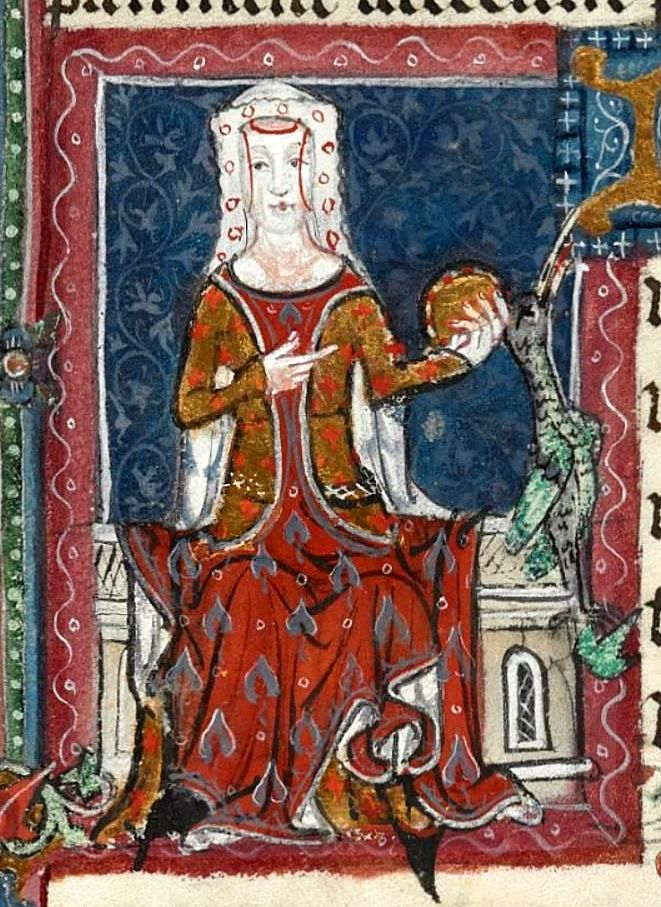
Joan of Kent († 1385)

- 0479: Yūryaku, Kaiser von Japan
- 1078: Diepold II. von Vohburg, Markgraf auf dem bayerischen Nordgau und von Giengau
- 1106: Heinrich IV., König und Kaiser des Heiligen Römischen Reiches Deutscher Nation
- 1121: Ulrich I. von Passau, Klostergründer und Bischof von Passau
- 1179: Wilhelm VI., Graf von Angoulême
- 1186: Takeda Nobuyoshi, japanischer Politiker
- 1195: Richard Palmer, Erzbischof von Messina
- 1218: Adolf III., Graf von Berg
- 1234: Hugh Foliot, Bischof von Hereford
- 1248: Takeda Nobumitsu, japanischer Adliger, Beamter und General
- 1323: Hervaeus Natalis, Ordensmeister der Dominikaner
- 1324: Heinrich von St. Gallen, Abt von Kloster Wettingen
- 1358: Walpurgis II. von Rosdorf, deutsche Adelige
- 1359: Takeda Nobutake, japanischer Adeliger
- 1385: Joan of Kent, Ehefrau von Eduard (der Schwarze Prinz) und Mutter von König Richard II.
- 1391: Ocko I. tom Brok, Häuptling des Brokmer- und des Auricherlands in Ostfriesland
- 1437: Marie de Montgascon, Gräfin von Auvergne und Gräfin von Boulogne
- 1440: Johannes Geuss, deutscher Philosoph und Theologe, Domkanoniker an St. Stephan in Wien
- 1474: Wilhelm von Blankenfelde, Berliner Bürgermeister
- 1475: Niklaus von Diesbach, Schultheiss von Bern
- 1477: Laurenz Spenning, Baumeister und Vorsteher der Bauhütte des Wiener Stephansdomes
- 1479: Wilhelm II., Graf und Herr zu Castell
- 1485: Alexander Stewart, 1. Duke of Albany, schottischer Adeliger
- 1491: Jacob Barbireau, belgischer Komponist
- 1502: Ursula von Rammung, Stifterin und Dame des Kraichgauer Adels
- 1516: Federico Sanseverino, Kardinal der Römischen Kirche
- 1538: Anna von Eppstein-Königstein, Gräfin von Königstein
- 1547: Kajetan von Thiene, Ordensgründer, Heiliger
- 1549: Hartmut XII. von Cronberg, deutscher Ritter, Anhänger Luthers
- 1560: Anastassija Romanowna Sacharjina, erste russische Zarin
- 1561: Wolfgang von Closen, Bischof von Passau
- 1573: Léonor d’Orléans-Longueville, Herzog von Longueville
- 1580: Lala Kara Mustafa Pascha, osmanischer Befehlshaber und Großwesir
- 1597: Beat Ludwig von Mülinen, Schultheiss von Bern
- 1598: Johann Latomus, deutscher Kanoniker und Chronist
- 1600: Johann Konrad Ulmer, deutscher evangelischer Theologe und Reformator

### 17./18. Jahrhundert
- 1609: Eustache du Caurroy, französischer Komponist der Renaissance
- 1615: Melchior Vulpius, deutscher Kantor und Kirchenkomponist
- 1616: Wilhelm von Efferen, Fürstbischof von Worms

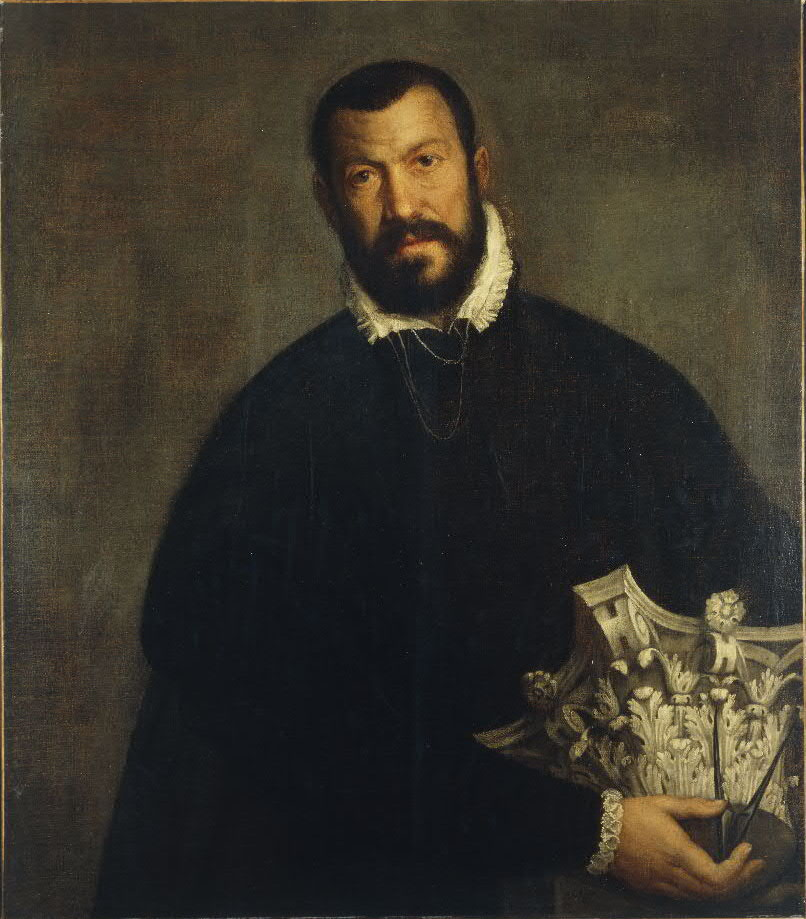
Vincenzo Scamozzi († 1616)

- 1616: Vincenzo Scamozzi, italienischer Architekt
- 1617: Otto von Hessen-Kassel, Erbprinz von Hessen-Kassel
- 1635: Friedrich Spee, deutscher Jesuit, Moraltheologe, Lyriker und geistlicher Schriftsteller
- 1641: Gwanghaegun, 15. König der Joseon-Dynastie in Korea
- 1643: Hendrik Brouwer, Seefahrer und Generalgouverneur von Niederländisch-Indien
- 1643: Margarethe von Braunschweig-Lüneburg, Herzogin von Sachsen-Coburg
- 1645: Georg Corvin, deutscher Professor der Philosophie
- 1649: Maria Leopoldine von Österreich-Tirol, österreichische Herzogin, Kaiserin des Heiligen römischen Reiches deutscher Nation
- 1652: Markus Friedrich Wendelin, deutscher evangelischer Theologe
- 1656: Prasat Thong, König des siamesischen Königreiches von Ayutthaya
- 1660: Johann IV., Graf von Rietberg
- 1693: Johann Georg II., deutscher Fürst zu Anhalt-Dessau

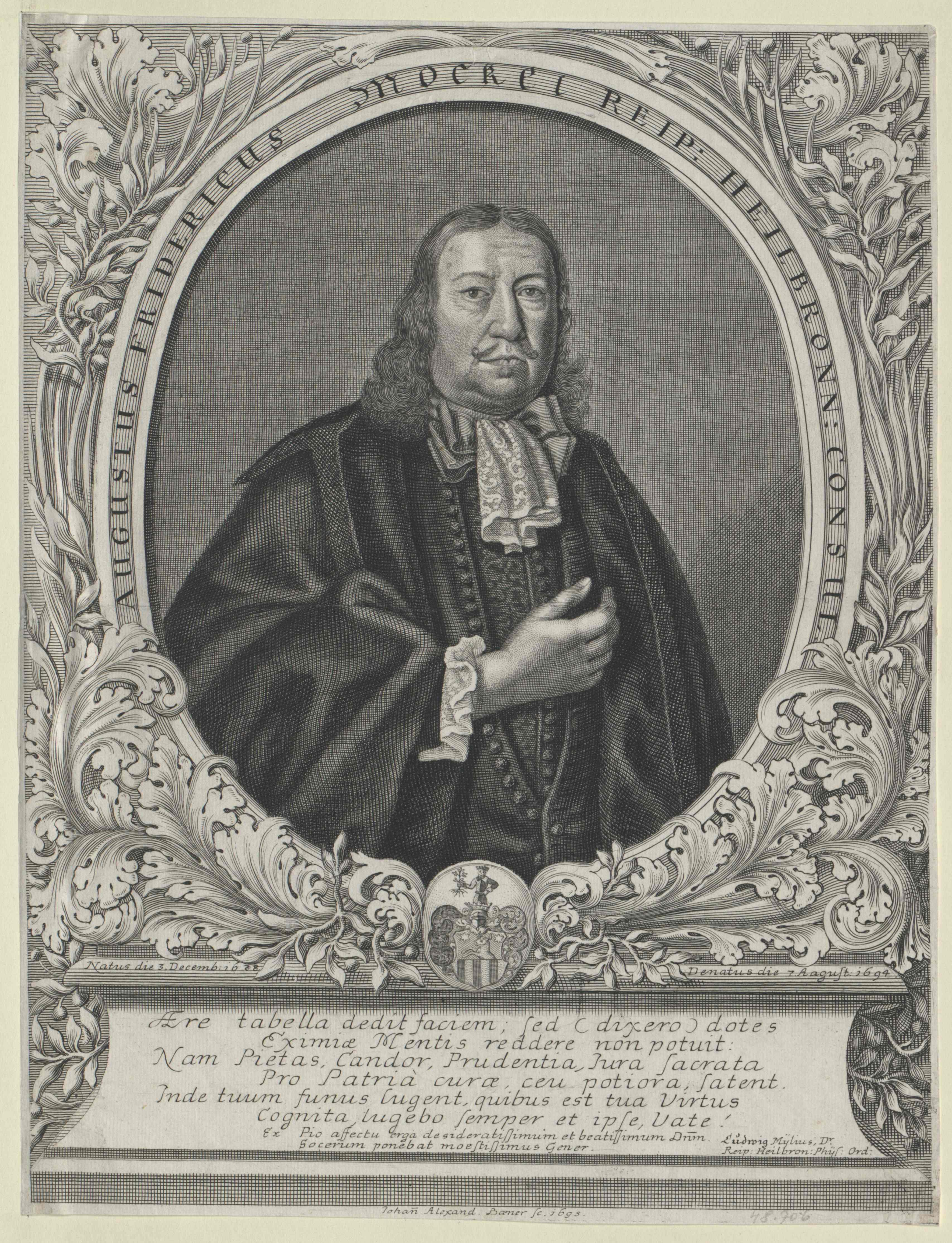
August Friedrich Mockel († 1694)

- 1694: August Friedrich Mockel, Bürgermeister von Heilbronn
- 1699: Antoine Legrand, niederländischer katholischer Mönch und Missionar, Philosoph und Theologe
- 1704: Paul von Fuchs, brandenburgischer Minister
- 1712: Friedrich Wilhelm Zachow, sächsischer Komponist
- 1722: Johann Georg Beck, deutscher Kupferstecher
- 1725: Jean II Barraband, französischer Hugenotte, Religionsflüchtling in Berlin
- 1731: Franz Ferdinand von Kuenburg, Bischof von Laibach und Erzbischof von Prag
- 1747: Caspar Otto von Glasenapp, königlich preußischer Generalfeldmarschall
- 1749: Daniel Gottlieb Treu, deutscher Violinist und Komponist
- 1753: Markus Gattinger, bayerischer Kunstschmied

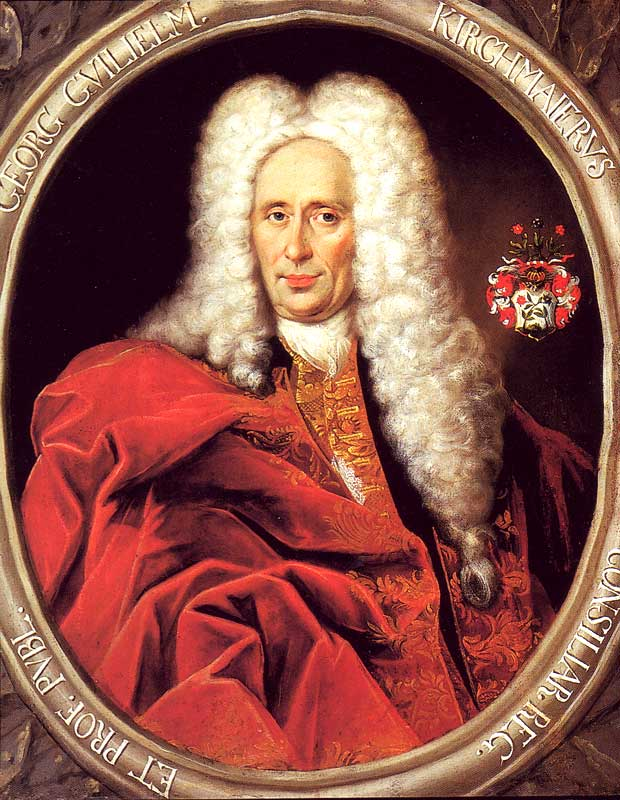
Georg Wilhelm Kirchmaier († 1759)

- 1759: Georg Wilhelm Kirchmaier, deutscher Philosoph, Rhetoriker und Sprachwissenschaftler
- 1764: Franz Christoph Nagel, deutscher Baumeister des Barocks
- 1770: Johann Caspar Richter, Kaufmann, Ratsherr und Ratsbaumeister in Leipzig
- 1771: Johann Daniel Schöpflin, deutscher Professor der Geschichte, Beredsamkeit und Staatsrechtslehre, Lehrer Goethes
- 1782: Andreas Sigismund Marggraf, deutscher Chemiker
- 1786: Friedrich Schwindl, niederländischer Komponist und Musiker
- 1794: Edmund Angerer, österreichischer Benediktinerpater und Kirchenmusiker
- 1800: Karl Anton von Martini, österreichischer Jurist und Rechtsphilosoph

### 19. Jahrhundert
- 1809: Jonathan Trumbull jr., US-amerikanischer Politiker
- 1820: Elisa Bonaparte, Schwester Napoléon Bonapartes

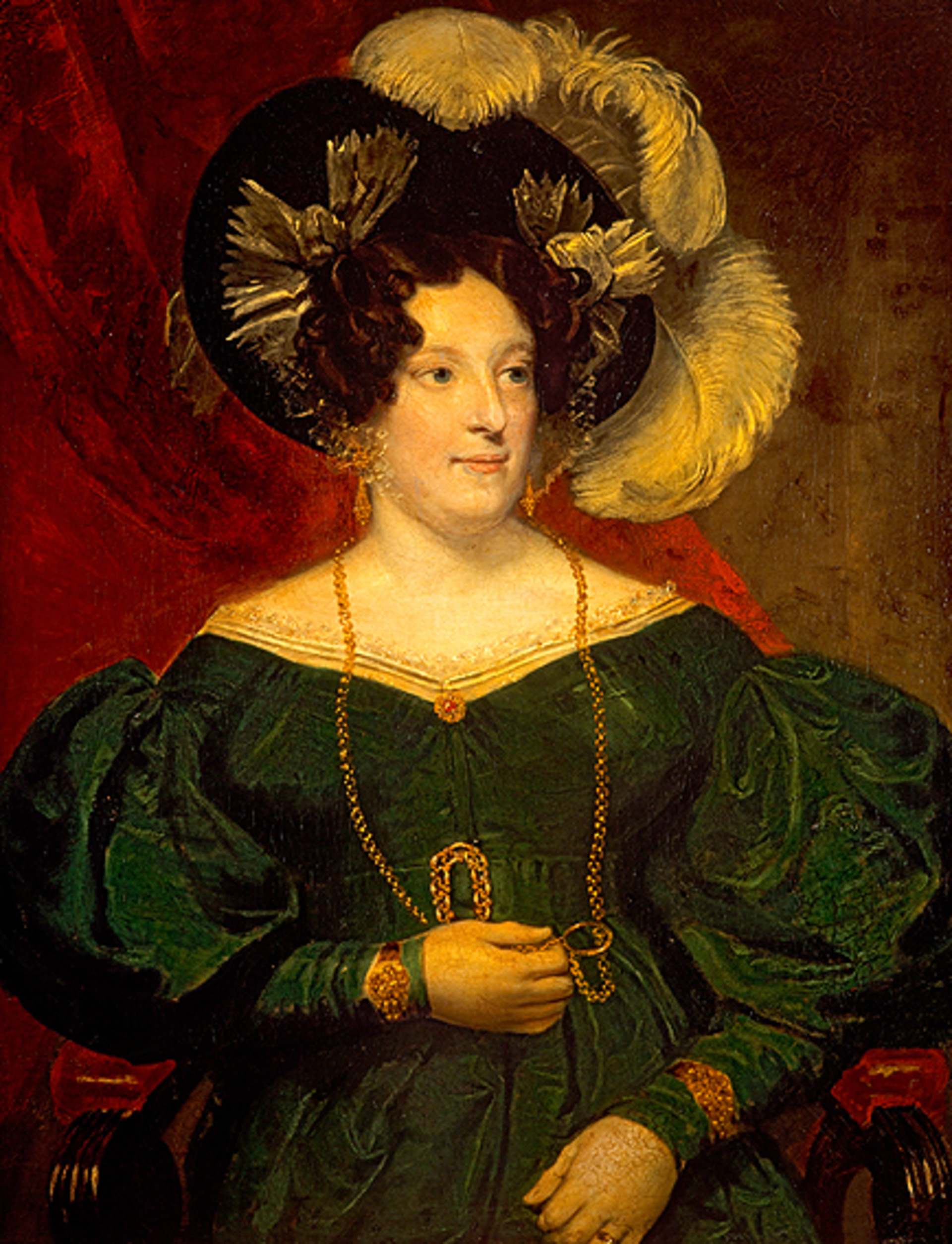
Caroline von Braunschweig-Wolfenbüttel († 1821)

- 1821: Caroline von Braunschweig-Wolfenbüttel, Königin von Großbritannien, Irland und Hannover
- 1826: Friedrich Adolph Heyne, deutscher Privatgelehrter und Botaniker
- 1828: Karl Wilhelm Ferdinand von Funck, sächsischer General und Historiker
- 1828: Rudolf Kocher, Schweizer evangelischer Geistlicher und Schriftsteller
- 1829: Albert von Sack, schlesischer Forschungsreisender
- 1834: Daniel Erhard Günther, deutscher Mediziner und Hochschullehrer
- 1834: Joseph-Marie Jacquard, französischer Erfinder der Musterwebmaschine
- 1839: Erasme Louis Surlet de Chokier, belgischer Staatsmann
- 1844: Niels Heidenreich, dänischer Uhrmacher und Dieb der Goldhörner von Gallehus

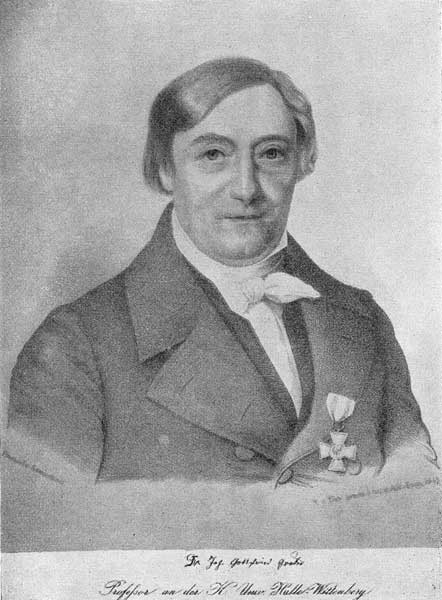
Johann Gottfried Gruber († 1851)

- 1846: Christian Heinrich Rinck, deutscher Komponist und Organist
- 1847: Johann Georg Rapp, deutscher Pietistenführer
- 1848: Jöns Jakob Berzelius, schwedischer Chemiker, gilt als Vater der modernen Chemie
- 1849: Ernst Elsenhans, badischer Revolutionär
- 1851: Johann Gottfried Gruber, deutscher Literaturhistoriker und Schriftsteller
- 1853: Ludwig von Welden, österreichischer Feldzeugmeister
- 1855: Mariano Arista, mexikanischer Präsident
- 1858: Charles Galibert, französischer Komponist

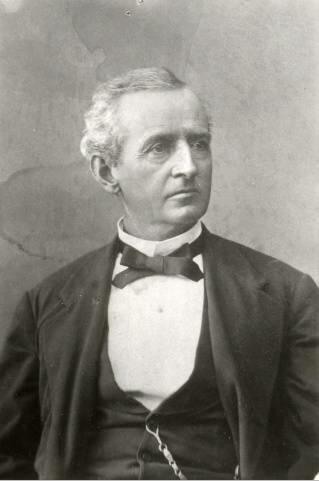
Samuel Beach Axtell († 1891)

- 1858: Ernst Meyer, deutscher Botaniker und Autor
- 1867: Ira Aldridge, US-amerikanischer Schauspieler
- 1869: Gustav Rée, badischer Politiker
- 1870: Franziska Cornet, deutsche Opernsängerin
- 1871: Edmund Bojanowski, polnischer Ordensgründer
- 1872: Emil Devrient, deutscher Schauspieler
- 1872: Friederike Serre, deutsche Mäzenin, Gastgeberin
- 1879: Lovrenc Košir, österreichischer Beamter
- 1884ː Gabriele Allram, Theaterschauspielerin
- 1884: Carl August Buchholz, deutscher Orgelbauer
- 1890: Anna Månsdotter, schwedische Mörderin (Yngsjö-Mörderin)
- 1891: Samuel Beach Axtell, US-amerikanischer Politiker
- 1893: Alfredo Catalani, italienischer Opern-Komponist

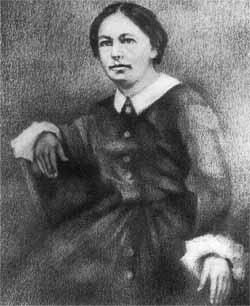
Elise Krinitz († 1896)

- 1893: Gustav Godeffroy, deutscher Kaufmann und Hamburger Senator
- 1896: Elise Krinitz, deutsche Schriftstellerin und die letzte, platonische Geliebte Heinrich Heines
- 1896: Robert Nobel, schwedischer Industrieller
- 1896: Charlotte Zeidler, deutsche Pianistin und Klavierlehrerin
- 1897: Jakob Baechtold, Schweizer Literaturwissenschaftler
- 1898: Georg Ebers, deutscher Ägyptologe und Schriftsteller
- 1898: Ernst Hardt, Pionier der Kölner Pferdebahn
- 1900: Étienne Lenoir, französischer Erfinder und Geschäftsmann
- 1900: Wilhelm Liebknecht, deutscher Lehrer, Journalist, Redakteur und Politiker, Revolutionär, einer der Gründerväter der SPD, MdR

### 20. Jahrhundert

#### 1901–1950

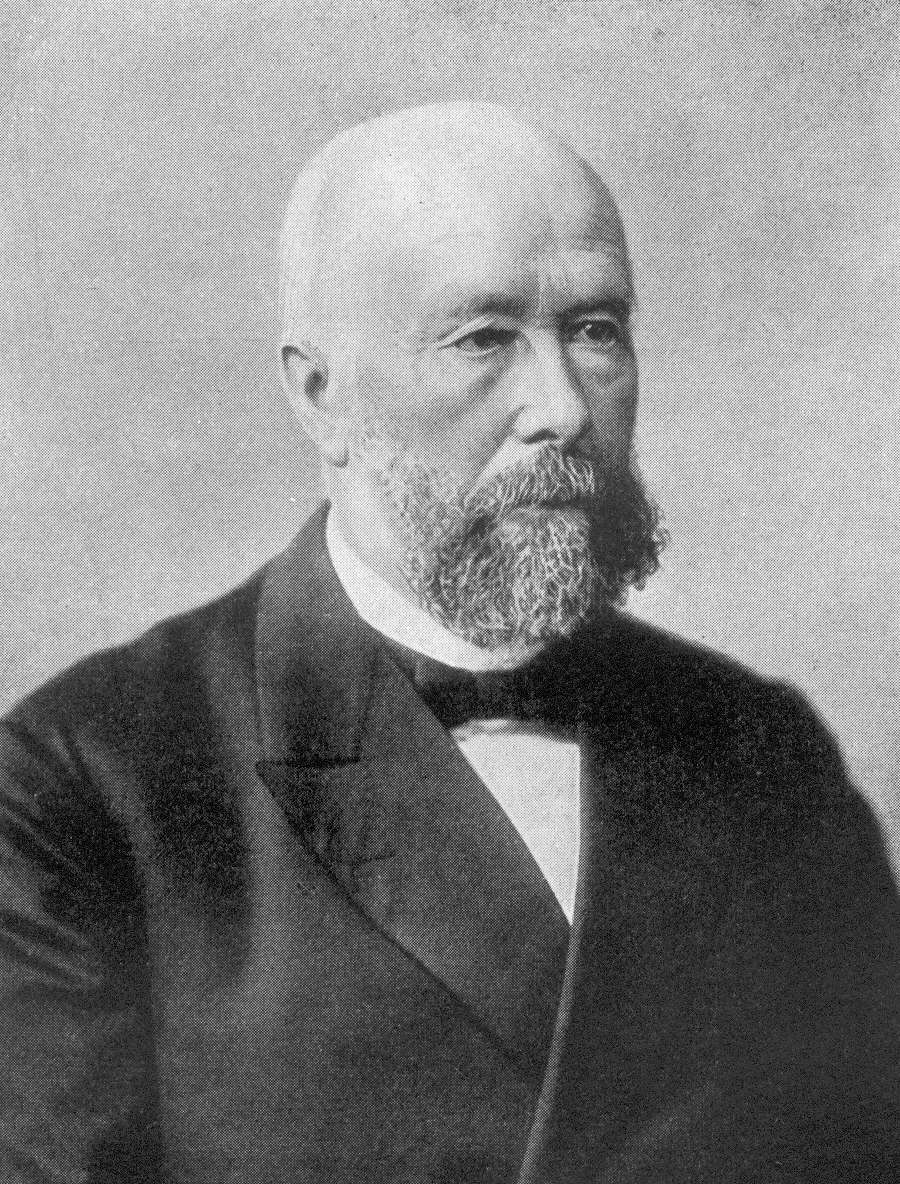
Rudolf von Bennigsen († 1903)

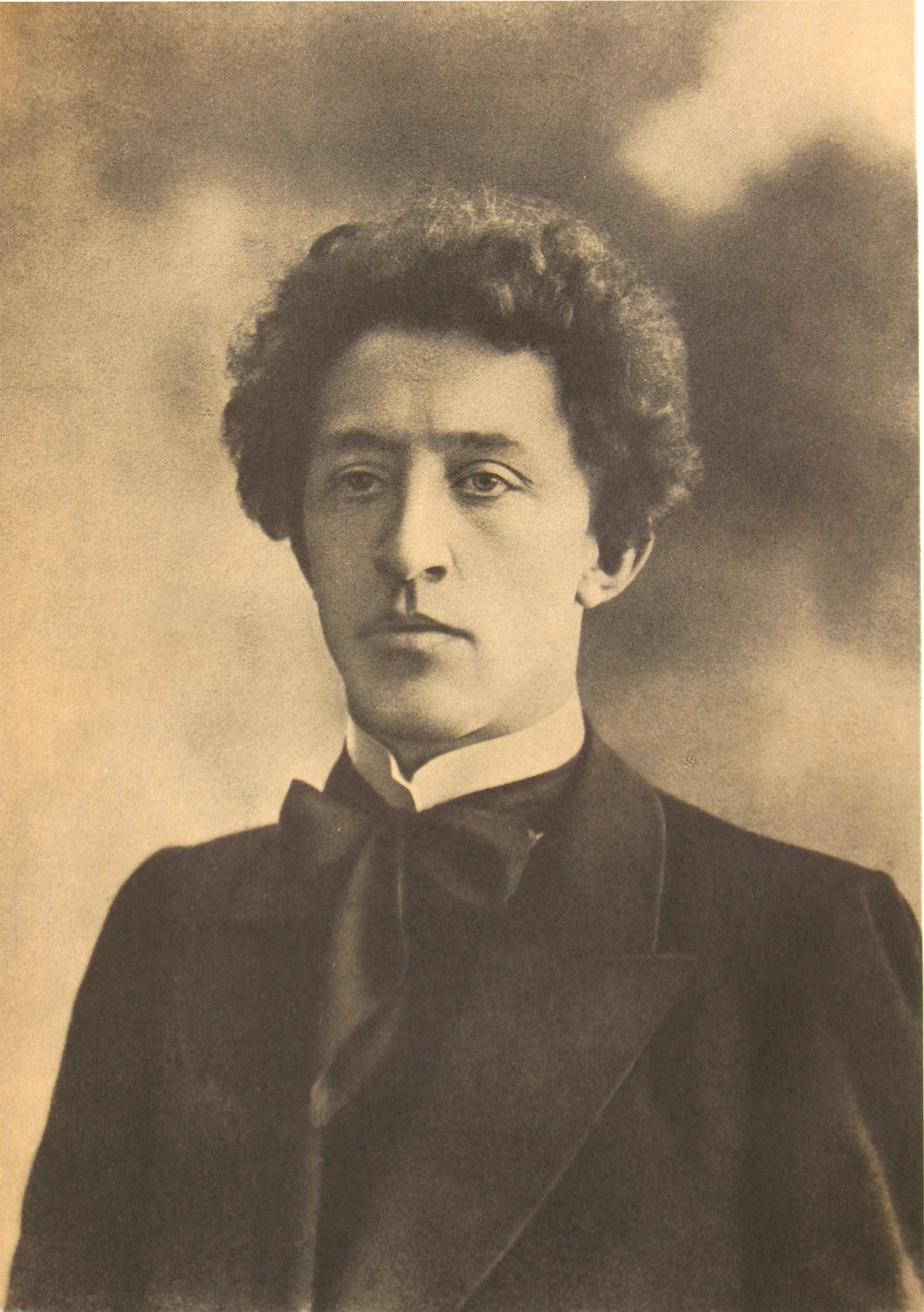
Alexander Blok († 1921)

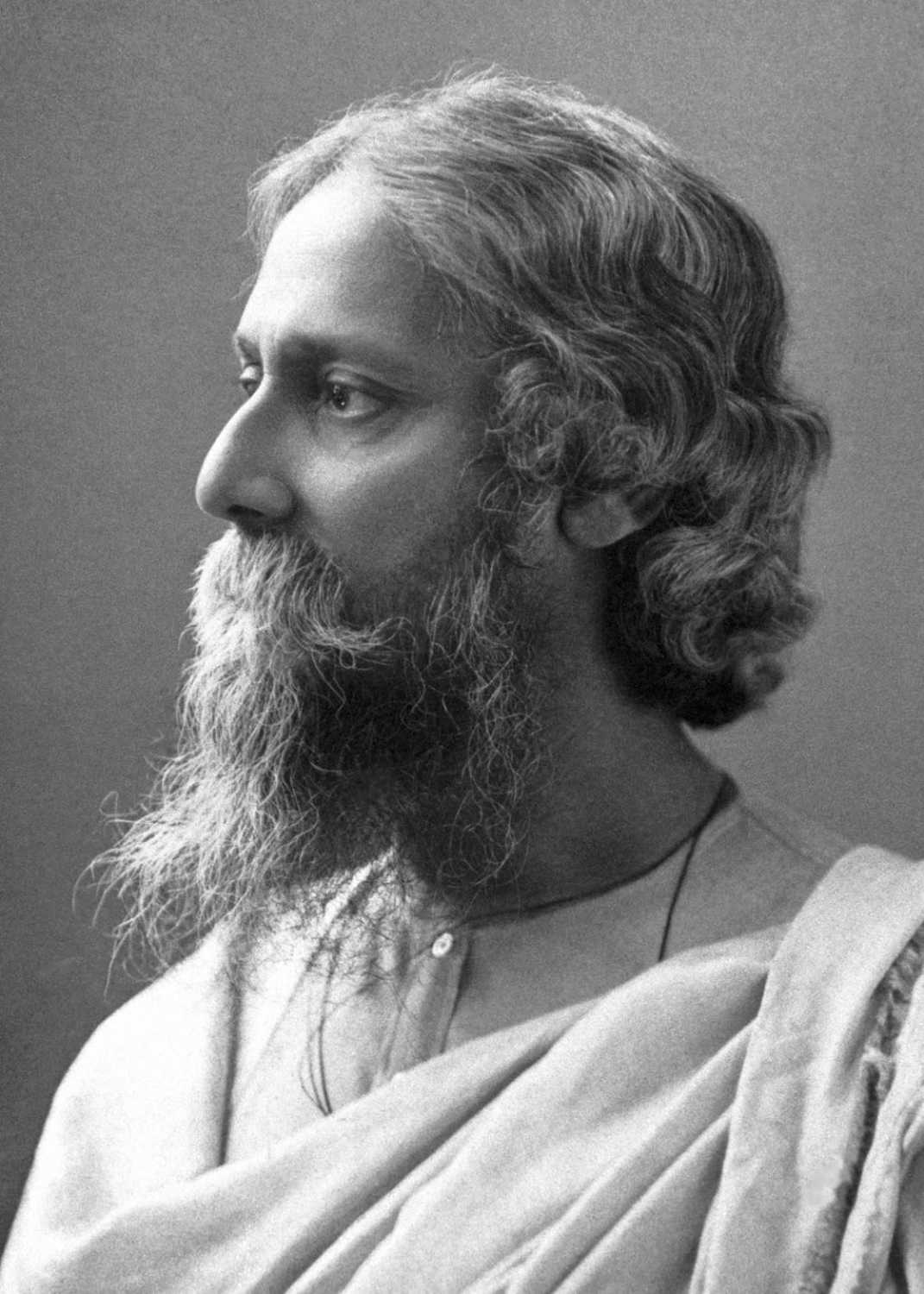
Rabindranath Thakur († 1941)

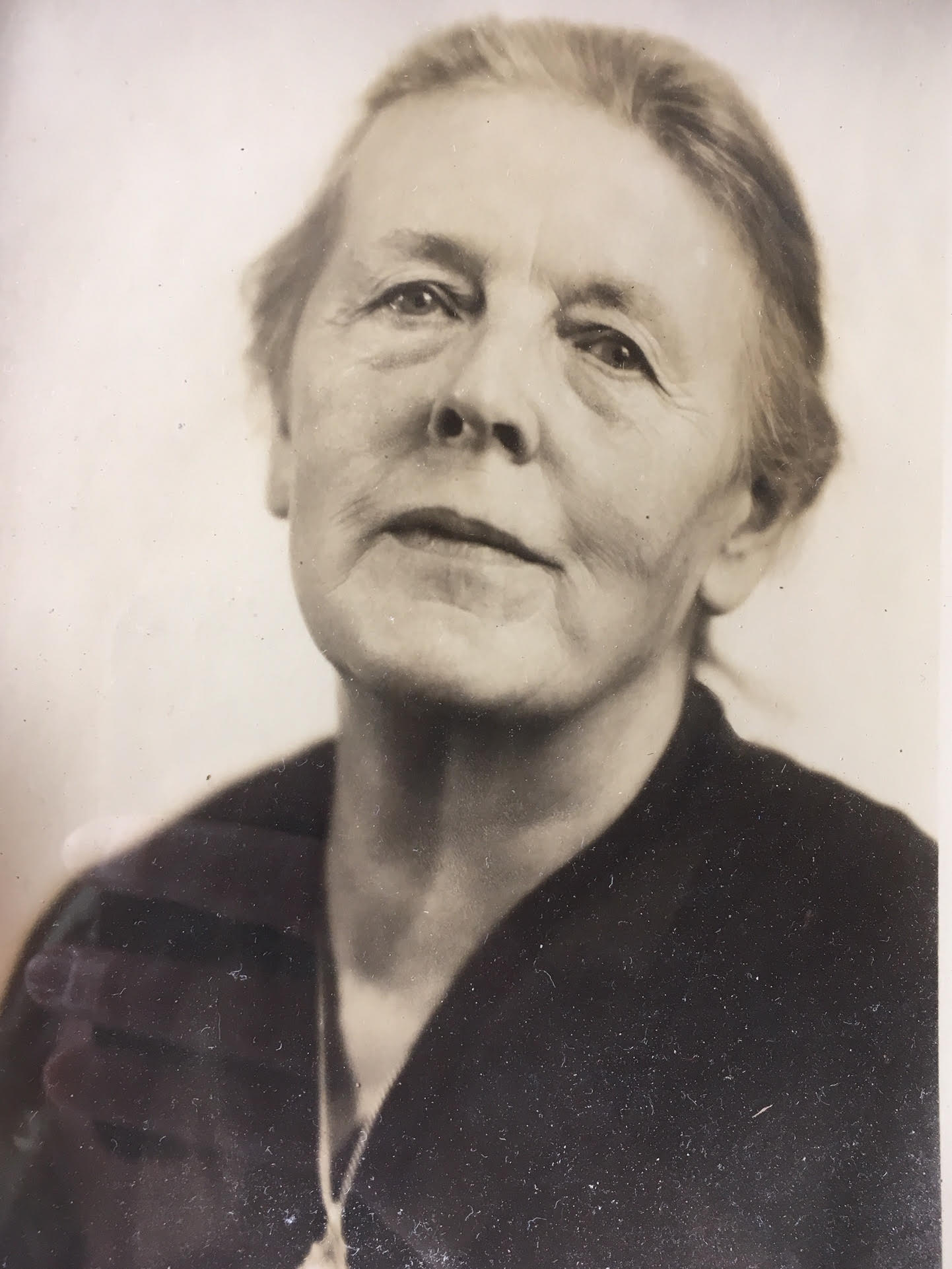
Anna Schieber († 1945)

- 1902: Rudolf von Bennigsen, deutscher Politiker, MdL, MdR
- 1903: Hermann Ampach, deutscher Rittergutsbesitzer und Politiker
- 1904: William Adams, englischer Ingenieur
- 1904: Heinrich Eduard von Lade, deutscher Bankier und Amateur-Astronom
- 1908: Rudolph Ehlers, deutscher evangelischer Theologe und Pfarrer
- 1910: Johannes Fusangel, deutscher Politiker, Journalist und Zeitungsherausgeber, MdR
- 1912: François-Alphonse Forel, Schweizer Arzt und Naturforscher
- 1913: Samuel Franklin Cody, US-amerikanischer Büffeljäger
- 1913: David Popper, tschechischer Violoncellist und Komponist
- 1917: Edwin Harris Dunning, britischer Pilot
- 1919: Cesare Maccari, italienischer Maler und Bildhauer
- 1921: Alexander Alexandrowitsch Blok, Dichter der russischen Moderne
- 1924: Joan Salvat-Papasseit, katalanischer Dichter und Autor
- 1924: Camille Zeckwer, US-amerikanischer Komponist
- 1929: Victor L. Berger, US-amerikanischer Politiker, Gründungsmitglied der Sozialistischen Partei Amerikas
- 1929: Archibald Reiss, deutscher Chemiker, Kriminalist und Hochschullehrer
- 1930: William Langanke, deutscher Pilot
- 1930: Vicente Tosta Carrasco, Präsident von Honduras
- 1933: Felix Fechenbach, deutscher Journalist und Dichter
- 1933: Hans Fraungruber, österreichischer Schriftsteller
- 1938: Johannes Giesberts, deutscher Gewerkschafter und Politiker, MdR
- 1938: Rochus Schmidt, preußischer Offizier und Kolonialpionier
- 1938: Konstantin Sergejewitsch Stanislawski, russischer Schauspieler, Regisseur und Theaterreformer
- 1940: Ernst Pfuhl, deutscher Archäologe
- 1940: Eugenie Schwarzwald, österreichische Pädagogin
- 1941: Rabindranath Tagore, bengalischer Dichter, Maler und Sozialreformer, Nobelpreisträger
- 1942: Walter Gerber, Berner Käsehändler, Erfinder des Schmelzkäses
- 1944: Horst Ademeit, deutscher Jagdflieger
- 1944: Agustín Barrios, paraguayischer Komponist und Gitarrist
- 1945: Anna Schieber, deutsche Schriftstellerin
- 1946: Ferdinand Marian, österreichischer Schauspieler
- 1947: Hermine Reuß ältere Linie, Ehefrau von Wilhelm II.

#### 1951–1975

Anna Tumarikin († 1951)

- 1951: Anna Tumarkin, russisch-schweizerische Philosophin
- 1954: Wilhelm Dittmann, deutscher Politiker, MdR, Volksbeauftragter während der Novemberrevolution
- 1955: Ferdinand Graf Hahn, deutscher Redakteur und Politiker, MdR
- 1956: John Latouche, US-amerikanischer Schriftsteller und Librettist
- 1957: Oliver Hardy, US-amerikanischer Komiker und Filmschauspieler
- 1958: Karl Lashley, US-amerikanischer Psychologe
- 1959: Heinrich Mendelssohn, deutscher Bauunternehmer
- 1960: André Bloch, französischer Komponist
- 1960: Salvatore Ferragamo, italienischer Schuhdesigner
- 1960: Väinö Hannikainen, finnischer Komponist
- 1961: Frank Buchman, US-amerikanischer Theologe
- 1963: Paul Helwig, deutscher Psychologe, Philosoph und Bühnenautor
- 1964: Franz Klemmer, deutscher Maler

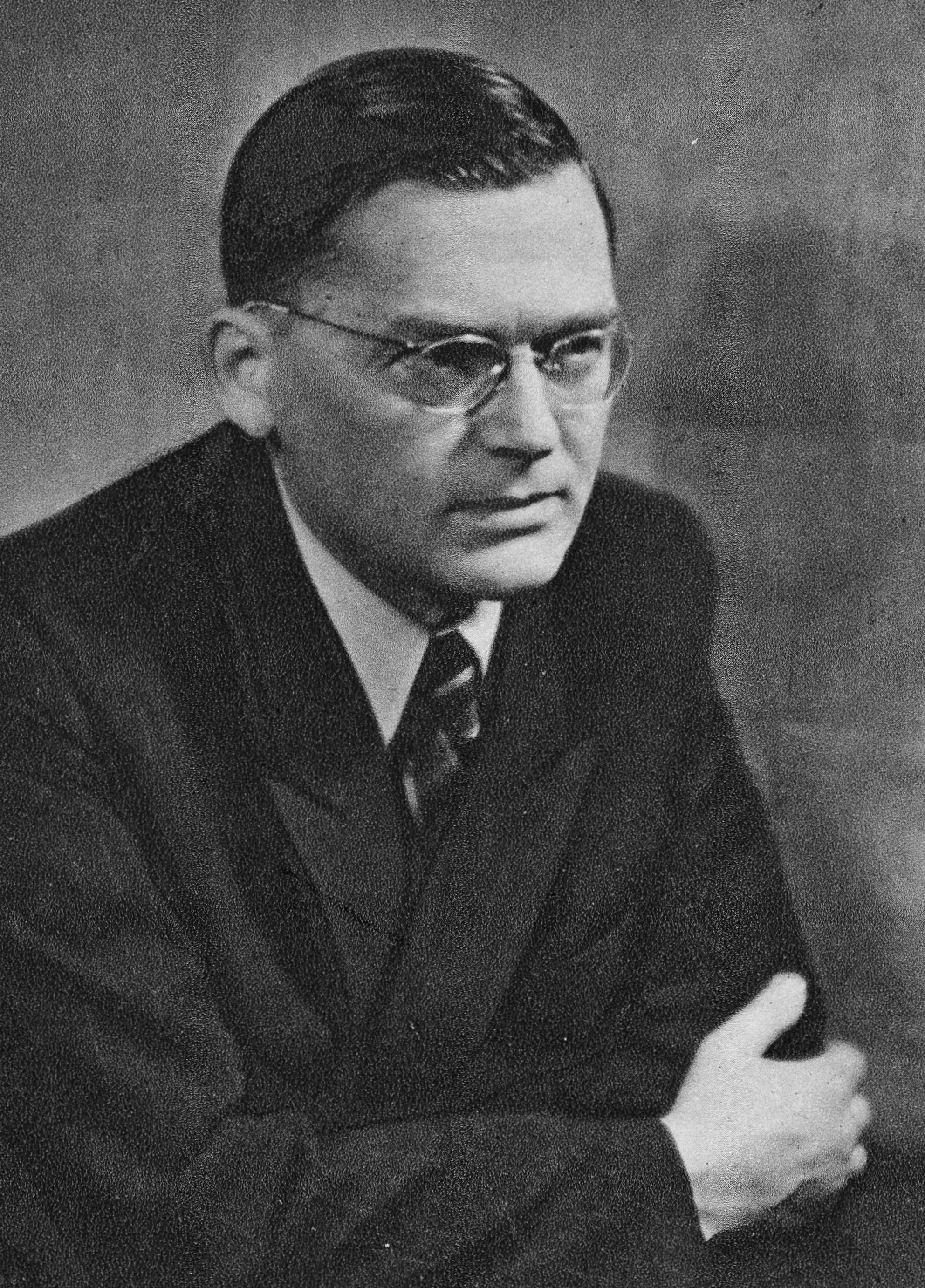
Aleksander Zawadzki († 1964)

- 1964: Aleksander Zawadzki, polnischer kommunistischer Politiker
- 1968: Heinrich Suso Groner, deutscher Priester und Abt
- 1968: Erwin Anton Gutkind, deutscher Architekt, Stadtplaner und Architekturtheoretiker
- 1969: Joseph Kosma, ungarisch-französischer Komponist
- 1969: Russ Morgan, US-amerikanischer Bandleader, Pianist, Posaunist und Komponist
- 1970: Ingolf Dahl, US-amerikanischer Komponist und Dirigent
- 1970: Julia Feininger, deutsch-amerikanische Malerin und Publizistin
- 1970: Franziskus von Streng, Bischof von Basel
- 1972: Christian Hansen, deutscher General der Artillerie
- 1972: Aspasia Manos, Prinzessin von Griechenland und Dänemark
- 1974: Virginia Apgar, US-amerikanische Chirurgin und Anästhesistin
- 1974: Rosario Castellanos, mexikanische Dichterin und Schriftstellerin
- 1975: Ruth Stephan, deutsche Schauspielerin

#### 1976–2000
- 1977: Paul Chaudet, Schweizer Politiker

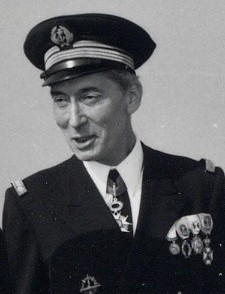
Georges Houot († 1977)

- 1977: Georges Houot, französischer Marineoffizier und Meeresforscher
- 1977: Dino Staffa, italienischer Kurienkardinal
- 1978: Eddie Calvert, britischer Trompeter
- 1979: Adolph Kummernuss, deutscher Gewerkschaftsfunktionär
- 1981: Ernst Finkemeyer, deutscher Jurist und Oberstadtdirektor von Essen
- 1982: Georg Picht, deutscher Religionsphilosoph, Pädagoge
- 1983: Nicolae Brânzeu, rumänischer Komponist und Dirigent
- 1984: Ann Christy, belgische Sängerin
- 1984: Esther Phillips, US-amerikanische Sängerin
- 1986: Kathrine Aurell, schwedisch-norwegische Schriftstellerin und Drehbuchautorin
- 1987: Camille Chamoun, libanesischer Staatspräsident
- 1987: Wolodymyr Flys, ukrainischer Komponist, Musikwissenschaftler und Hochschullehrer
- 1987: Manfred Schubert, deutscher Verfahrenstechniker
- 1988: David L. Hoggan, US-amerikanischer Historiker und Geschichtsrevisionist
- 1990: Gebhard Müller, deutscher Jurist und Politiker, MdL, Ministerpräsident, MdB, Präsident des Bundesverfassungsgerichts

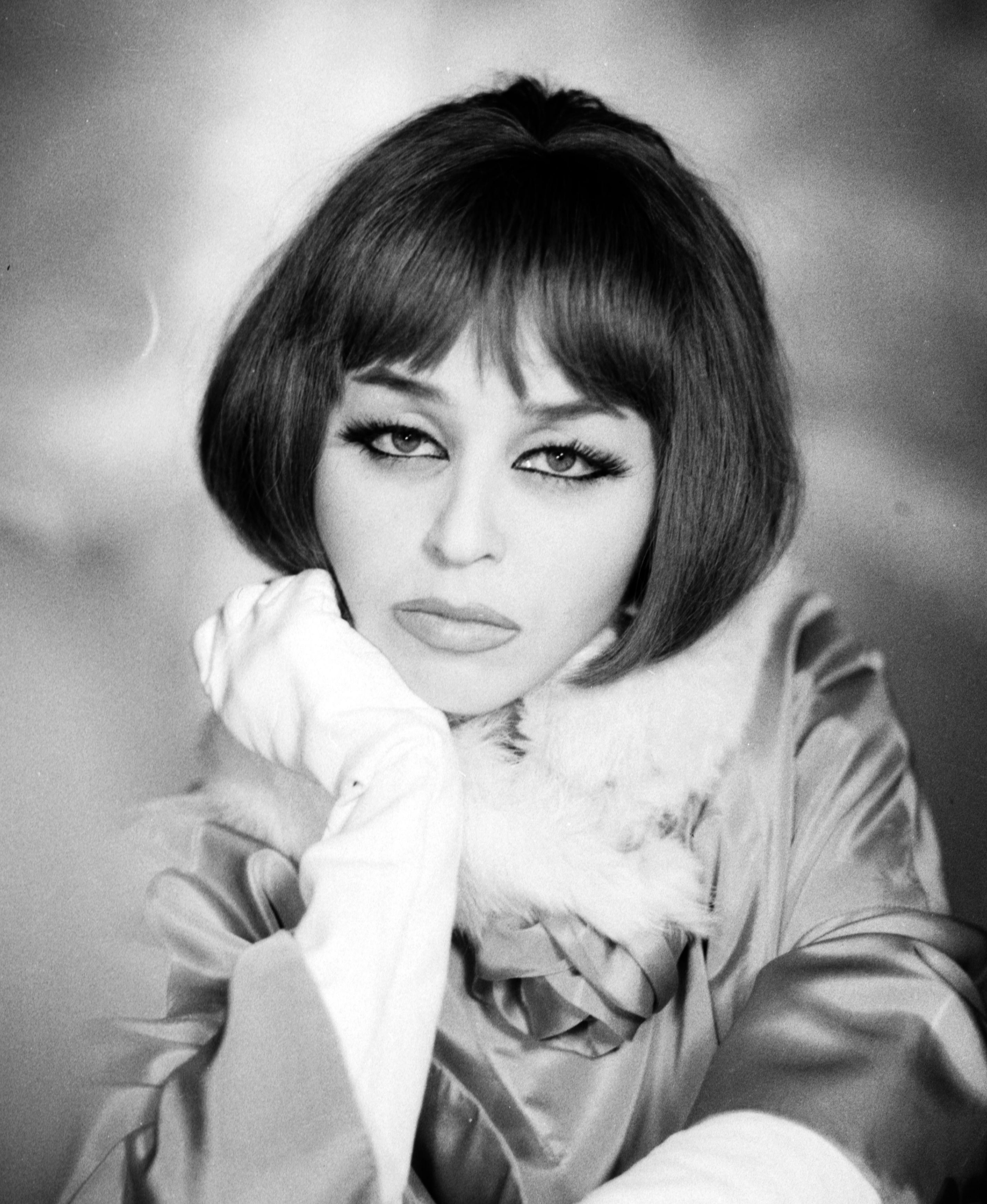
Kalina Jędrusik († 1991)

- 1991: Kalina Jędrusik, polnische Sängerin und Schauspielerin
- 1992: John Anderson, US-amerikanischer Schauspieler
- 1992: Eberhard Fechner, deutscher Regisseur
- 1992: Leo Kok, niederländischer Musiker, Komponist, Antiquar und Widerstandskämpfer
- 1993: Roy Budd, britischer Komponist von Filmmusik und Jazz-Pianist
- 1993: Gerhard Neuser, deutscher Fußballspieler
- 1993: Kurt Peschel, deutscher Parlamentsstenograph
- 1995: Brigid Brophy, britische Autorin
- 1996: Anne Kristen, britische Schauspielerin aus Schottland
- 1996: Pat West, US-amerikanischer American-Football-Spieler
- 1997: Volker Prechtel, deutscher Schauspieler
- 1998: Víctor Cruz, kubanischer Sänger, Bassist und Komponist; Pionier kubanischer und lateinamerikanischer Musik in Deutschland
- 1998: Wilhelm Emrich, deutscher Literaturwissenschaftler, Germanist
- 1999: Brion James, US-amerikanischer Schauspieler
- 1999: Rafael Sánchez Cestero, dominikanischer Sänger
- 2000: Samuel Ekpe Akpabot, nigerianischer Komponist

### 21. Jahrhundert

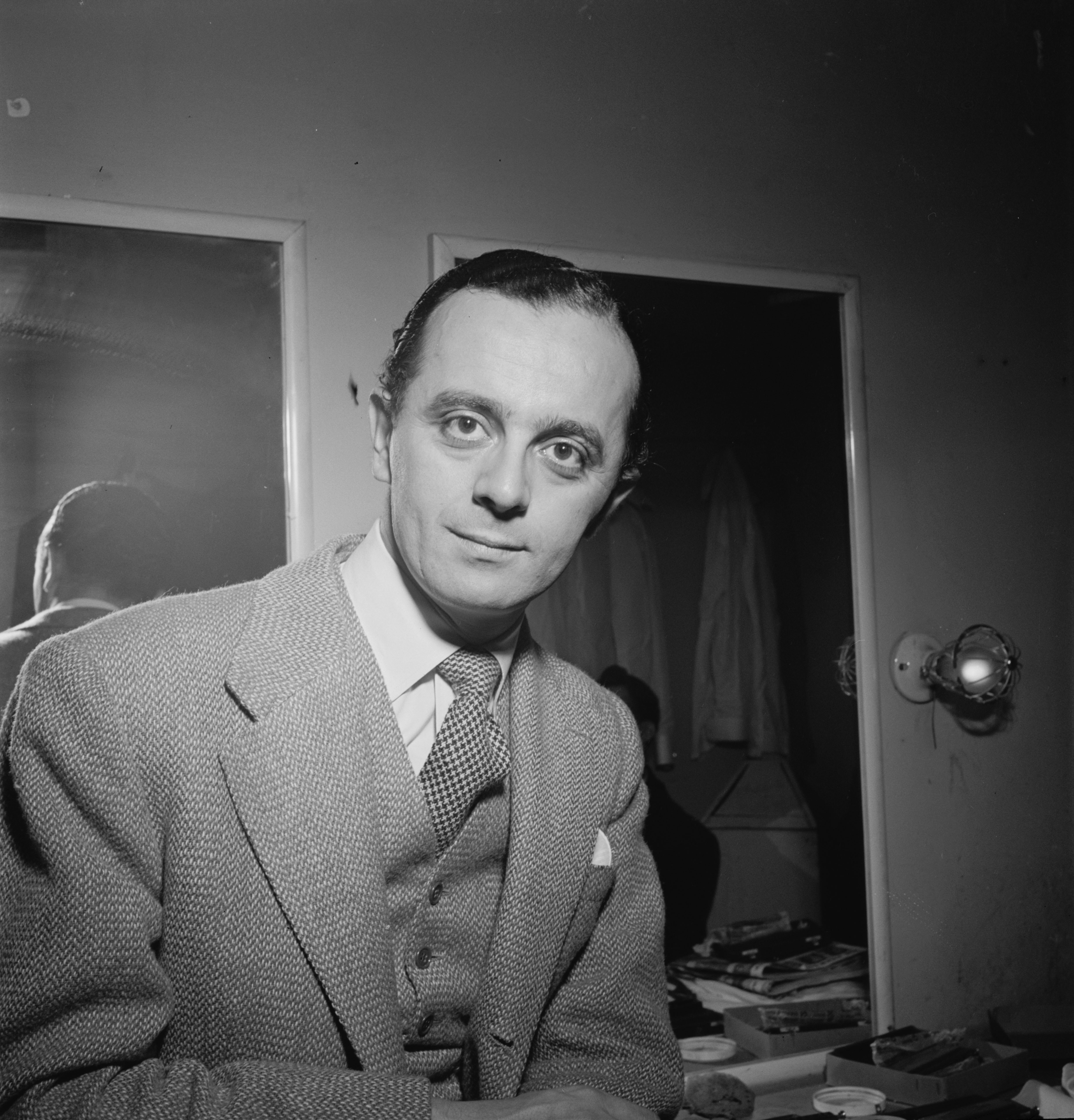
Larry Adler († 2001)

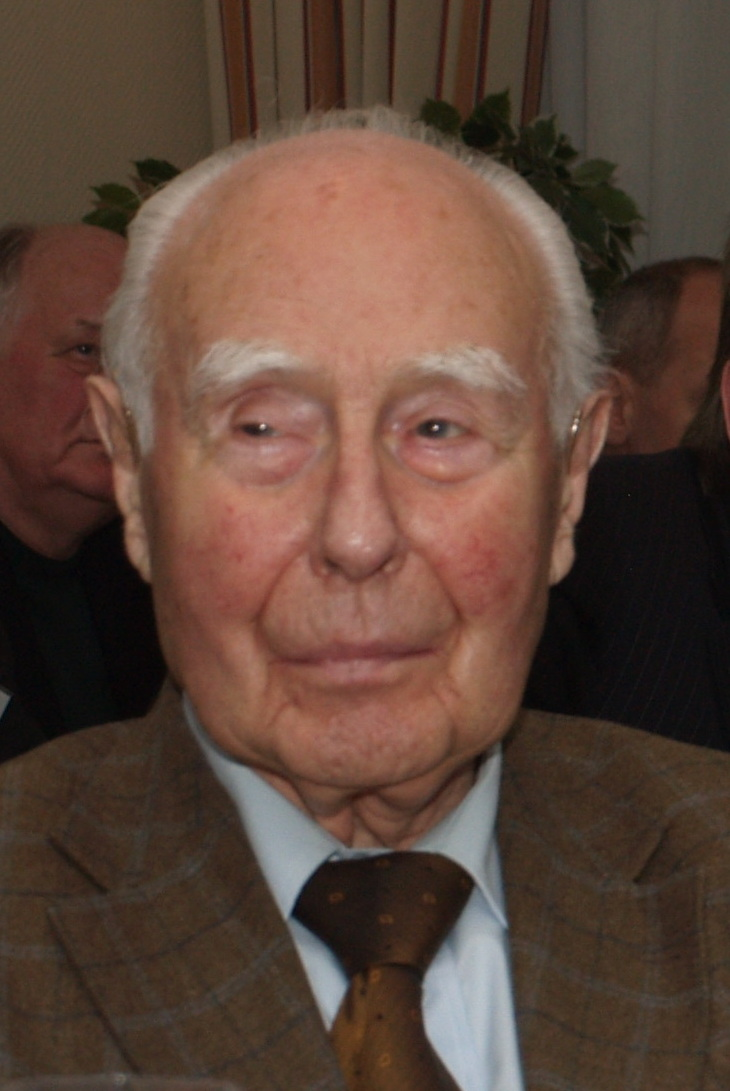
Johann Max Böttcher († 2014)

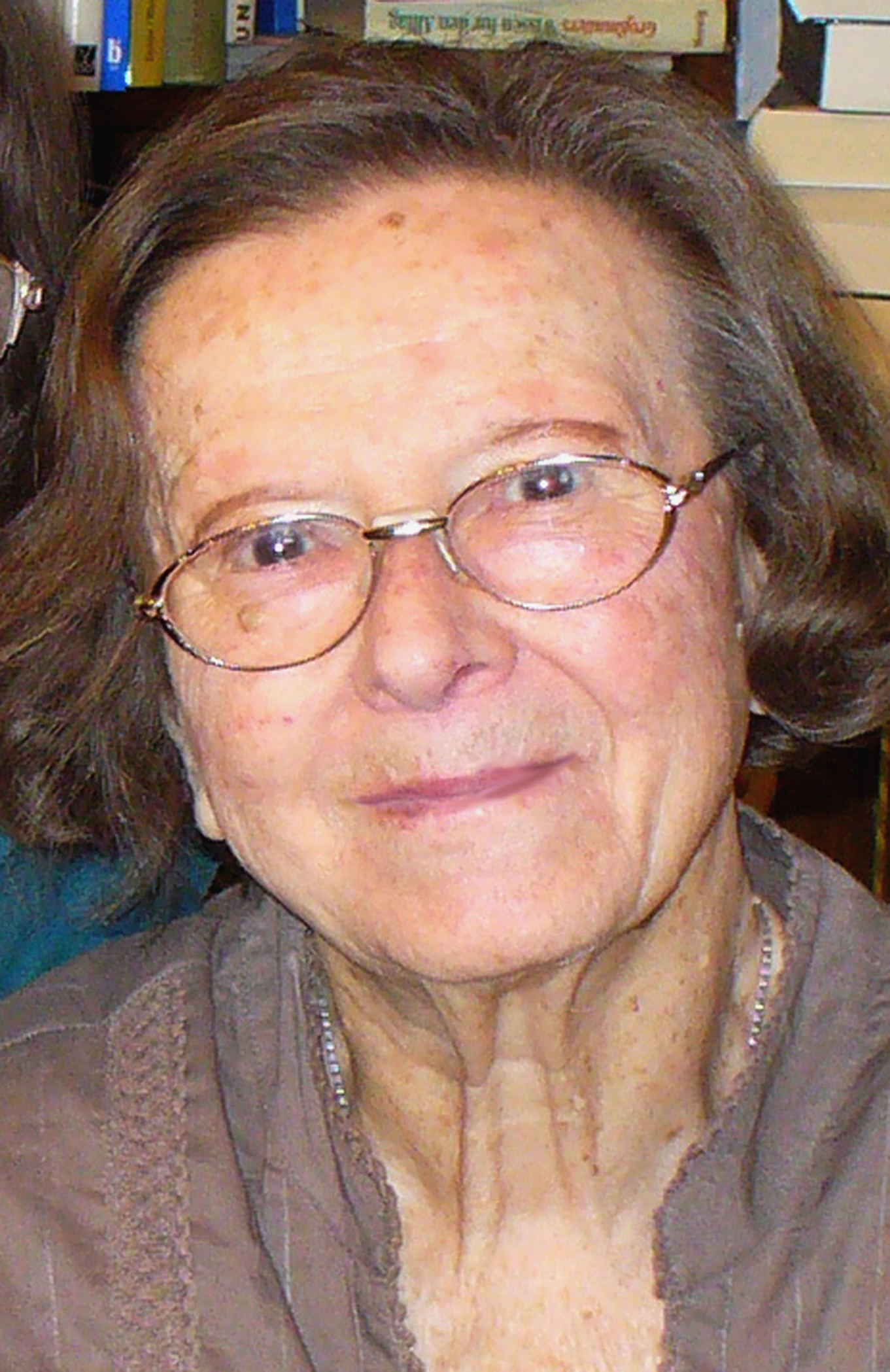
Gertrud Zasche († 2014)

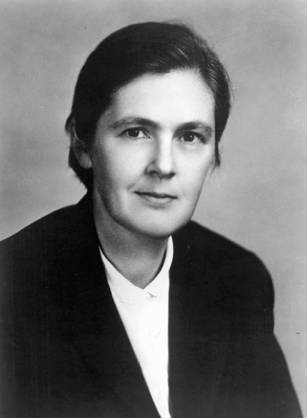
Frances Oldham Kelsey († 2015)

- 2001: Larry Adler, US-amerikanischer Mundharmonikaspieler
- 2002: Dieter Bartke, deutscher Handballtorwart
- 2002: Egon Schidan, deutscher Boxer
- 2003: Bianchi Anderloni, italienischer Automobildesigner und Unternehmer
- 2003: Sibylle Courvoisier, Schweizer Schauspielerin
- 2004: Paul Neal Adair, US-amerikanischer Feuerwehrmann
- 2004: Adolf Adam, österreichischer Informatiker, Statistiker und Professor
- 2005: Leni Alexander, chilenisch-deutsche Komponistin
- 2005: Peter Jennings, US-amerikanischer Fernsehjournalist
- 2006: Claude Verdan, Schweizer Chirurg
- 2007: Domenico Caloyera, griechischer Erzbischof
- 2007: Alfred Schrick, deutscher Schriftsteller
- 2008: Andrea Pininfarina, italienischer Unternehmer
- 2009: José Pardo Llada, kubanischer Journalist und Politiker
- 2010: Bruno Cremer, französischer Schauspieler
- 2010: Jürgen Thimme, deutscher Klassischer Archäologe und U-Bootkommandant
- 2011: Marshall Grant, US-amerikanischer Bassist
- 2012: Paula Linhart, deutsche Filmkritikerin
- 2012: Marvin Wilson, US-amerikanischer Mörder
- 2013: Florian Köhler, deutscher Maler, Grafiker und Bildhauer
- 2013: Johannes Polke, deutscher Theologe
- 2014: Johann Max Böttcher, deutscher Unternehmer und Philanthrop
- 2014: Gertrud Zasche, deutsche Lyrikerin
- 2015: Manuel Contreras, chilenischer General und Geheimdienstler
- 2015: Frances Oldham Kelsey, US-amerikanische Pharmakologin
- 2016: Bryan Clauson, US-amerikanischer Automobilrennfahrer
- 2016: Jack Günthard, Schweizer Kunstturner
- 2017: Sigmund Sobolewski, polnischer Holocaust-Überlebender
- 2018: M. Karunanidhi, indischer Politiker und Autor
- 2018: Enno Patalas, deutscher Filmkritiker und Filmhistoriker
- 2019: Ernst Becker, deutscher Wissenschaftler, Erfinder und Unternehmer
- 2019: Kary Mullis, US-amerikanischer Biochemiker und Nobelpreisträger
- 2020: Ursula Werner-Böhnke, deutsche Kinderbuchautorin und Journalistin
- 2020: Adin Steinsaltz, israelischer Rabbiner
- 2021: Julio César Anderson, guatemaltekischer Fußballspieler
- 2021: Jane Withers, US-amerikanische Schauspielerin
- 2022: Roger E. Mosley, US-amerikanischer Schauspieler
- 2023: Vera Dedanwala, deutsche Politikerin (SPD)
- 2023: Margit Saad, deutsche Schauspielerin
- 2024ː Brigitte Blobel, deutsche Kinderbuchautorin und Journalistin
- 2024ː Margaret Ménégoz, deutsch-französische Filmproduzentin und Verleiherin
- 2025: Jim Lovell, US-amerikanischer Astronaut

## Feier- und Gedenktage
- Kirchliche Gedenktage
  - Hl. Afra von Augsburg, Märtyrerin, Prostituierte und Schutzpatronin (evangelisch, katholisch)
  - Hl. Donatus von Arezzo, Märtyrer, Bischof von Arezzo und Schutzpatron (katholisch)
  - Hl. Sixtus II., römischer Papst, Märtyrer und Schutzpatron (katholisch)
  - Hl. Kajetan von Thiene, italienischer Ordensgründer und Schutzpatron (katholisch)
  - John Mason Neale und Catherine Winkworth, englische Übersetzer von Liedern (anglikanisch: TEC)
- Namenstage
  - Albert, Juliane
- Staatliche Feier- und Gedenktage
  - Elfenbeinküste, Unabhängigkeit von Frankreich (1960)
  - Kolumbien, Unabhängigkeit von Spanien (1819)

Weitere Einträge enthält die Liste von Gedenk- und Aktionstagen.